# Lịch sử hành chính Nghệ An
Nghệ An là một tỉnh thuộc vùng Bắc Trung Bộ, miền Trung Việt Nam. Phía bắc giáp tỉnh Thanh Hóa, phía nam giáp tỉnh Hà Tĩnh, phía đông giáp Vịnh Bắc Bộ, phía tây giáp tỉnh Hủa Phăn, tỉnh Xiêng Khoảng và tỉnh Bolikhamsai của Lào. Lịch sử hành chính Nghệ An có thể xem mốc khởi đầu từ năm 1831 với cải cách hành chính của Minh Mạng, chia trấn Nghệ An thành 2 tỉnh Nghệ An và Hà Tĩnh. Vào thời điểm hiện tại (năm 2025), tỉnh Nghệ An có 130 đơn vị hành chính cấp xã, gồm 119 xã và 11 phường.

## Thời cổ đại

### Trước khi thành lập tỉnh
Trước thời Hùng Vương, vùng Nghệ An và Hà Tĩnh là vùng sinh sống của bộ lạc Việt Thường với trung tâm là vùng chân núi Hồng Lĩnh. Đến thời Hùng Vương, bộ Việt Thường là một trong 15 bộ lạc của nước Văn Lang cổ đại.
Thời kỳ Bắc thuộc, vùng Nghệ An nhiều lần được thay đổi hành chính. Thời nhà Hán, thuộc huyện Hàm Hoan thuộc quận Cửu Chân. Đời nhà Tấn là quận Cửu Đức. Đời nhà Tùy là Hoan Châu (năm 598); là quận Nhật Nam (605-618). Năm 628 đổi là Đức Châu, rồi lại đổi thành Châu Hoan, lại Châu Diễn. Đời nhà Đường là quận Nam Đức. Thời nhà Ngô, tách ra khỏi quận Cửu Chân đặt làm quận Cửu Đức.

## Thời trung đại
Thời kỳ độc lập, thời nhà Đinh, nhà Tiền Lê gọi là Hoan Châu. Năm 1030 (năm Thiên Thành thứ 3 đời Lý Thái Tông), bắt đầu gọi là châu Nghệ An. Năm Long Khánh 3 (1375) đời Trần Duệ Tông đổi Diễn Châu làm lộ Diễn Châu, đổi Hoan Châu làm các lộ Nhật Nam. Năm 1397 đời Trần Thuận Tông đổi trấn Nghệ An làm trấn Lâm An và đổi trấn Diễn Châu làm trấn Vọng Giang. Đời Hồ Hán Thương, năm Khai Đại 1 (1403) đổi trấn Diễn Châu làm phủ Linh Nguyên. Từ năm 1490 gọi là xứ Nghệ An. Thời Tây Sơn, gọi là Nghĩa An trấn. Năm đầu niên hiệu Gia Long lại đặt làm Nghệ An trấn.

### Thành lập tỉnh
Năm 1831, vua Minh Mệnh chia trấn Nghệ An thành 2 tỉnh: Nghệ An (phía Bắc sông Lam); Hà Tĩnh (phía nam sông Lam). Sau đó hai tỉnh Nghệ An và Hà Tĩnh sáp nhập lại, lấy tên là tỉnh An Tĩnh.

## Giai đoạn 1945 - 1954

### Về phíaViệt Nam Dân chủ Cộng hòa
Sau năm 1945, bỏ cấp phủ, gọi chung là huyện, tỉnh Nghệ An có tỉnh lị là thị xã Vinh và 12 huyện: Anh Sơn, Con Cuông, Diễn Châu, Hưng Nguyên, Nam Đàn, Nghi Lộc, Nghĩa Đàn, Quỳ Châu, Quỳnh Lưu, Thanh Chương, Tương Dương, Yên Thành.

## Giai đoạn 1954 - 1975
Năm 1958, chia tách một số xã thuộc huyện Con Cuông.
Năm 1961, chia tách một số xã thuộc các huyện Quỳ Châu, Con Cuông. Cùng năm, thành lập huyện Kỳ Sơn trên cơ sở tách 12 xã thuộc huyện Tương Dương.
Năm 1963, thành lập huyện Đô Lương trên cơ sở tách 31 xã và 1 thị trấn thuộc huyện Anh Sơn; thành lập các huyện Quế Phong, Quỳ Hợp và Tân Kỳ. Cùng năm, điều chỉnh địa giới huyện Con Cuông và huyện Tương Dương, chia tách một số xã thuộc các huyện Con Cuông, Kỳ Sơn, Tương Dương, Quế Phong, thành lập thành phố Vinh.
Năm 1965, thành lập các thị trấn nông trường 1-5, 19-5, Cờ Đỏ, Đông Hiếu, Tây Hiếu thuộc huyện Nghĩa Đàn. Cùng năm, điều chỉnh địa giới huyện Quỳ Châu và huyện Quế Phong; chia tách một số xã thuộc các huyện Quế Phong, Quỳ Châu, Quỳ Hợp, Tân Kỳ, Tương Dương
Năm 1967, chia tách một số xã thuộc các huyện Kỳ Sơn, Quỳ Hợp, Tân Kỳ, Thanh Chương.
Năm 1969, chia tách một số xã thuộc các huyện Quế Phong, Tân Kỳ, Thanh Chương, Nam Đàn, Diễn Châu. Cùng năm, chia tách một số xã thuộc các huyện Thanh Chương, Yên Thành
Năm 1970, điều chỉnh địa giới thành phố Vinh và các huyện Hưng Nguyên, Nghi Lộc.
Năm 1971, chia tách một số xã thuộc huyện Thanh Chương.

## Giai đoạn 1975 - 2025

### TỉnhNghệ Tĩnh

#### Năm 1976: Quốc hội nướcViệt Nam Dân chủ Cộng hòakhóa V, Kỳ họp thứ 2
- Nghị quyết ngày 27 tháng 12 năm 1975 của Quốc hội nước Việt Nam Dân chủ Cộng hòa khóa V, Kỳ họp thứ 2[16] về việc hợp nhất một số tỉnh:
- Tỉnh Nghệ An, tỉnh Hà Tĩnh, tỉnh Nghệ Tĩnh

1. Hợp nhất tỉnh Nghệ An và tỉnh Hà Tĩnh thành một tỉnh mới lấy tên là tỉnh Nghệ Tĩnh.
2. Tổ chức trên địa bàn gồm thành phố Vinh và 17 huyện: Anh Sơn, Con Cuông, Diễn Châu, Đô Lương, Hưng Nguyên, Kỳ Sơn, Nam Đàn, Nghi Lộc, Nghĩa Đàn, Quế Phong, Quỳ Châu, Quỳ Hợp, Quỳnh Lưu, Tân Kỳ, Thanh Chương, Tương Dương, Yên Thành.

#### Năm 1976: Quyết định số 62-BT
- Quyết định số 62-BT[17] ngày 5 tháng 5 năm 1976 của Phủ Thủ tướng về việc hợp nhất xã thuộc huyện Quỳnh Lưu, tỉnh Nghệ Tĩnh:
- Huyện Quỳnh Lưu

1. Hợp nhất xã Quỳnh Hồng, xã Quỳnh Hậu và xã Quỳnh Thạch thành một xã, lấy tên là xã Quỳnh Sơn.
2. Hợp nhất xã Quỳnh Bảng và Quỳnh Liên thành một xã, lấy tên là xã Quỳnh Phú.
3. Hợp nhất xã Quỳnh Vinh, Quỳnh Thiện và Quỳnh Dỹ thành một xã, lấy tên là xã Quỳnh Mai.

#### Năm 1977: Quyết định số 619-VP18
- Quyết định số 619-VP18[18] ngày 23 tháng 2 năm 1977 của Phủ Thủ tướng về việc thành lập xã và điều chỉnh địa giới một số xã thuộc tỉnh Nghệ Tĩnh:
- Huyện Diễn Châu

1. Thành lập thị trấn Diễn Châu thuộc huyện Diễn Châu.

#### Năm 1977: Quyết định số 56-BT
- Quyết định số 56-BT[19] ngày 23 tháng 3 năm 1977 của Phủ Thủ tướng về việc hợp nhất và điều chỉnh địa giới một số xã thuộc tỉnh Nghệ Tĩnh:

- Huyện Kỳ Sơn

1. Sáp nhập bản Noọng Ó và bản Huồi Lào của xã Bảo Nam vào xã Phà Đánh.
2. Hợp nhất xã Bảo Nam và xã Bảo Lộc thành một xã lấy tên là xã Bảo Nam.
3. Sáp nhập bản Cha Nga và bản Piêng Píp của xã Thiên Lý vào xã Mỹ Lý.
4. Hợp nhất các bản còn lại của xã Thiên Lý và xã Bắc Lý thành một xã lấy tên là xã Bắc Lý.
5. Hợp nhất xã Hữu Lập và xã Hiếu Kiệm thành một xã lấy tên là xã Hiếu Kiệm.
6. Hợp nhất xã Mường Ải và xã Mường Típ thành một xã lấy tên là xã Mường Típ.
7. Hợp nhất xã Huồi Thắng và xã Huồi Tụ thành một xã lấy tên là xã Huồi Tụ.
8. Hợp nhất xã Mường Thù và xã Mường Lống thành một xã lấy tên là Mường Lồng.

- Huyện Quế Phong
  - Hợp nhất xã Châu Long, xã Hành Dịch và xã Mường Hin thành một xã lấy tên là xã Tiền Phong.
  - Hợp nhất xã Nậm Nhoóng và xã Tri Lệ thành một xã lấy tên là xã Châu Hùng.

#### Năm 1977: thành một xã lấy tên là xã Châu Hùng.
- Quyết định số 78-CP[20] ngày 26 tháng 3 năm 1977 của Hội đồng Chính phủ về việc sáp nhập xã Chiêu Lưu của huyện Tương Dương vào huyện Kỳ Sơn thuộc tỉnh Nghệ Tĩnh:
- Huyện Tương Dương, huyện Kỳ Sơn

1. Sáp nhập xã Chiêu Lưu của huyện Tương Dương vào huyện Kỳ Sơn thuộc tỉnh Nghệ Tĩnh

#### Năm 1979: Quyết định số 73-CP
- Quyết định số 73-CP[21] ngày 2 tháng 3 năm 1979 của Hội đồng Chính phủ về việc  điều chỉnh địa giới một số xã và tiểu khu thuộc thành phố Vinh, tỉnh Nghệ Tĩnh:

- Thành phố Vinh

1. Chuyển các xã Hưng Bình, Hưng Thủy, Vinh Hưng thành các tiểu khu lấy tên là Cửa Bắc, Tân Vinh, Hưng Bình, Lê Lợi, Cầu Cảng, Bến Thủy, Trường Thi, Đội Cung và Cửa Nam theo quy hoạch xây dựng thành phố Vinh.
2. Hợp nhất xã Hưng Vĩnh và xã Hưng Đông thành một xã lấy tên là xã Đông Vĩnh.
3. Sáp nhập xóm Yên Giang của xã Vinh Hưng và xóm Vĩnh Mỹ của xã Hưng Vĩnh vào xã Vĩnh Tân.

#### Năm 1979: Quyết định số 176-CP
- Quyết định số 176-CP[22] ngày 23 tháng 4 năm 1979 của Hội đồng Chính phủ về việc chia một số xã thuộc huyện Quế Phong, tỉnh Nghệ Tĩnh:

- Huyện Quế Phong

1. Chia xã Châu Hùng thành hai xã lấy tên là xã Tri Lễ và xã Nậm Nhoóng.
2. Chia xã Tiền Phong thành hai xã lấy tên là xã Tiền Phong và xã Hành Dịch.

#### Năm 1981: Quyết định số 3-CP
- Quyết định số 3-CP[23] ngày 3 tháng 1 năm 1981 của Hội đồng Chính phủ về việc thống nhất tên gọi các đơn vị hành chính ở nội thành nội thị:

1. Từ nay ở nội thành, đơn vị hành chính cấp dưới trực tiếp của thành phố trực thuộc trung ương đều thống nhất gọi là quận; các đơn vị hành chính cơ sở ở nội thành, nội thị của các thành phố thuộc tỉnh, thị xã và quận gọi là phường.

#### Năm 1981: Quyết định số 76-HĐBT
- Quyết định số 76-HĐBT[24] ngày 19 tháng 9 năm 1981 của Hội đồng Bộ trưởng về việc phân vạch địa giới một số xã và thị trấn thuộc tỉnh Nghệ Tĩnh:
- Huyện Quỳnh Lưu

1. Chia xã Quỳnh Sơn thành ba xã lấy tên là xã Quỳnh Hồng, xã Quỳnh Hậu và xã Quỳnh Thạch.
2. Chia xã Quỳnh Mai thành ba xã lấy tên là xã Quỳnh Vinh, xã Quỳnh Thiện và xã Quỳnh Di.
3. Chia xã Quỳnh Phú thành hai xã lấy tên là xã Quỳnh Bảng và xã Quỳnh Liên.
4. Chia xã Quỳnh Tam thành hai xã lấy tên là xã Quỳnh Tam và xã Tân Sơn.
5. Thành lập một xã mới lấy tên là xã Ngọc Sơn gồm có các xóm Tân Sơn, Ngọc Lâm, Thọ Tân, Đại Sơn.

#### Năm 1982: Quyết định số 137-HĐBT
- Quyết định số 137-HĐBT[25] ngày 18 tháng 8 năm 1982 của Hội đồng Bộ trưởng về việc phân vạch địa giới một số phường thuộc thành phố Vinh, tỉnh Nghệ Tĩnh:
- Thành phố Vinh

1. Sáp nhập phường Quang Trung I vào phường Quang Trung II lấy tên là phường Quang Trung.
2. Sáp nhập phường Tân Vinh vào phường Lê Mao lấy tên là phường Lê Mao.
3. Tách phường Hưng Bình thành hai phường lấy tên là phường Hưng Bình và phường Hà Huy Tập.

#### Năm 1983: Quyết định số 128-HĐBT
- Quyết định số 128-HĐBT[26] ngày 9 tháng 11 năm 1983 của Hội đồng Bộ trưởng về việc phân vạch địa giới một số xã, thị trấn thuộc tỉnh Nghệ Tĩnh:
- Huyện Yên Thành

1. Chia xã Đức Thành thành hai xã lấy tên là xã Đức Thành, xã Tân Thành.

- Huyện Quỳ Hợp

1. Tách 600 hécta đất của xã Châu Quang để thành lập thị trấn Quỳ Hợp.

#### Năm 1984: Quyết định số 104-HĐBT
- Quyết định số 104-HĐBT[27] ngày 8 tháng 8 năm 1984 của Hội đồng Bộ trưởng về việc thành lập thị trấn huyện lỵ Mường Xén thuộc huyện Kỳ Sơn, tỉnh Nghệ Tĩnh:
- Huyện Kỳ Sơn

1. Tách 100 hécta đất thuộc xã Tà Cạ để thành lập thị trấn Mường Xén thuộc huyện Kỳ Sơn, tỉnh Nghệ Tĩnh.

#### Năm 1984: Quyết định số 141-HĐBT
- Quyết định số 141-HĐBT[28] ngày 27 tháng 10 năm 1984 của Hội đồng Bộ trưởng về việc thành lập một số thị trấn huyện lỵ và điều chỉnh địa giới một số xã thuộc tỉnh Nghệ Tĩnh:

- Huyện Thanh Chương

1. Tách 64 hécta đất của xã Đồng Văn; 92 hécta đất của xã Thanh Ngọc; 124 hécta đất của xã Thanh Đồng để thành lập thị trấn huyện lỵ Thanh Chương.

#### Năm 1985: Quyết định số 222-HĐBT
- Quyết định số 222-HĐBT[29] ngày 19 tháng 8 năm 1985 của Hội đồng Bộ trưởng về việc điều chỉnh địa giới hành chính một số xã, thị trấn của các huyện Kỳ Sơn, Hương Khê và Thạch Hà thuộc tỉnh Nghệ Tĩnh:
- Huyện Kỳ Sơn

1. Nhập xã Huồi Giảng và xã Hín Ngộn thành một xã lấy tên là xã Tây Sơn.
2. Chia xã Hữu Kiệm thành 2 xã lấy tên là Hữu Kiệm và xã Hữu Lập.
3. Chia xã Mường Típ thành 2 xã lấy tên là xã Mường Típ và xã Mường Ái.

#### Năm 1986: Quyết định số 37-HĐBT
- Quyết định số 37-HĐBT[30] ngày 4 tháng 4 năm 1986 của Hội đồng Bộ trưởng về việc điều chỉnh địa giới hành chính một số xã, thị trấn huyện Yên Thành và huyện Nghi Lộc thuộc tỉnh Nghệ Tĩnh:
- Huyện Yên Thành

1. Thành lập thị trấn Yên Thành (thị trấn huyện lỵ huyện Yên Thành) trên cơ sở 40 hécta diện tích tự nhiên với 661 nhân khẩu của xã Hoa Thành và 69,15 hécta diện tích tự nhiên với 1.089 nhân khẩu của xã Tăng Thành cùng 2.725 nhân khẩu là cán bộ công nhân viên của các cơ quan trong khu vực này.

- Huyện Nghi Lộc

1. Thành lập thị trấn Quán Hành (thị trấn huyện lỵ huyện Nghi Lộc) trên cơ sở 26,15 hécta diện tích tự nhiên của xã Nghi Trung; 10,08 hécta diện tích tự nhiên của xã Nghi Hoa và 11,35 hécta diện tích tự nhiên của xã Nghi Long.
2. Thành lập thị trấn Cửa Lò (thị trấn cảng và du lịch) trên cơ sở diện tích, dân số của hai xã Nghi Tân và Nghi Thủy cùng 82 hécta diện tích tự nhiên của xã Nghi Thu và 15 hécta diện tích tự nhiên của xã Nghi Hợp.

#### Năm 1986: Quyết định số 139-HĐBT
- Quyết định số 139-HĐBT[31] ngày 13 tháng 11 năm 1986 của Hội đồng Bộ trưởng về việc chia xã và thành lập thị trấn của huyện Tương Dương và huyện Hưng Nguyên thuộc tỉnh Nghệ Tĩnh:
- Huyện Tương Dương

1. Chia xã Luôn Mai thành ba xã lấy tên là xã Luôn Mai, xã Nhôn Mai và xã Mai Sơn.
2. Chia xã Tam Thái thành hai xã lấy tên là xã Tam Thái và xã Tam Hợp.

- Huyện Hưng Nguyên

1. Thành lập thị trấn Thái Lão (thị trấn huyện lỵ huyện Hưng Nguyên) trên cơ sở 99 hécta diện tích tự nhiên với 290 nhân khẩu của xã Hưng Thái, 110 hécta diện tích tự nhiên với 340 nhân khẩu của xã Hưng Đạo cùng 3.446 nhân khẩu là cán bộ, công nhân viên Nhà nước.

#### Năm 1987: Quyết định số 105-HĐBT
- Quyết định số 105-HĐBT[32] ngày 9 tháng 7 năm 1987 của Hội đồng Bộ trưởng về việc mở rộng thị trấn Nam Đàn của huyện Nam Đàn thuộc tỉnh Nghệ Tĩnh:
- Huyện Nam Đàn

1. Sáp nhập vào thị trấn Nam Đàn xóm Hạ Long của xã Vân Diên có diện tích tự nhiên 29,15 hécta với 269 nhân khẩu và các xóm Tây Hồ, Quang Trung của xã Xuân Hòa có diện tích tự nhiên 88,21 hécta với 874 nhân khẩu.

#### Năm 1988: Quyết định số 22-HĐBT
- Quyết định số 22-HĐBT[33] ngày 1 tháng 3 năm 1988 của Hội đồng Bộ trưởng về việc phân vạch địa giới hành chính một số xã, thị trấn của các huyện Anh Sơn, Con Cuông, Nghi Xuân và Tân Kỳ thuộc tỉnh Nghệ Tĩnh:
- Huyện Anh Sơn

1. Tách 28 hécta diện tích tự nhiên và 26 nhân khẩu của xã Hội Sơn; xóm Đường Bảy của xã Phúc Sơn gồm 92 hécta diện tích tự nhiên và 87 nhân khẩu; xóm Chợ Mùa của xã Thạch Sơn gồm 93 hécta diện tích tự nhiên và 180 nhân khẩu cùng 3.291 nhân khẩu là cán bộ, công nhân viên Nhà nước và người ăn theo của các cơ quan đóng trên địa bàn này để thành lập thị trấn Anh Sơn.

- Huyện Con Cuông

1. Tách các xóm Đồng Tiến, Tân Yên, Tân Tiến và Việt Tiến của xã Bồng Khê để thành lập thị trấn Con Cuông.

- Huyện Tân Kỳ

1. Chia xã Kỳ Sơn thành 3 đơn vị hành chính lấy tên là xã Kỳ Sơn, xã Kỳ Tân và thị trấn Tân Kỳ.

#### Năm 1989: Quyết định số 92-HĐBT
- Quyết định số 92-HĐBT[34] ngày 22 tháng 7 năm 1989 của Hội đồng Bộ trưởng về việc thành lập thị trấn Hòa Bình của huyện Tương Dương thuộc tỉnh Nghệ Tĩnh:
- Huyện Tương Dương

1. Thành lập thị trấn Hòa Bình của huyện Tương Dương thuộc tỉnh Nghệ Tĩnh trên cơ sở tách: 76 ha diện tích tự nhiên và 23 nhân khẩu là lao động nông nghiệp cùng 2.247 nhân khẩu là cán bộ, công nhân viên và hộ phi nông nghiệp của xã Thạch Giám.

#### Năm 1990: Quyết định số 274/TCCP
- Quyết định số 274/TCCP[35] ngày 14 tháng 6 năm 1990 của Ban Tổ chức – Cán bộ Chính phủ về việc mở rộng thị trấn Đô Lương thuộc huyện Đô Lương, tỉnh Nghệ Tĩnh:
- Huyện Đô Lương

1. Giải thể xã Liên Sơn; sáp nhập 208.835 ha diện tích tự nhiên và 4.665 nhân khẩu của xã Liên Sơn (cũ) vào thị trấn Đô Lương.

#### Năm 1990: Quyết định số 275/TCCP
- Quyết định số 275/TCCP[36] ngày 14 tháng 6 năm 1990 của Ban Tổ chức – Cán bộ Chính phủ về việc thành lập thị trấn Quỳ Châu của huyện Quỳ Châu, tỉnh Nghệ Tĩnh:
- Huyện Quỳ Châu

1. Thành lập thị trấn Quỳ Châu của huyện Quỳ Châu, tỉnh Nghệ Tĩnh trên cơ sở tách các xóm Rú Lim, Na Pựt, Hỏng Vai, Tà Pụ, Piêng Phục, Nạ Púa, Bản Cáng, Đống Pòng của xã Châu Hạnh.

#### Năm 1990: Quyết định số 321/TCCP
- Quyết định số 321/TCCP[37] ngày 12 tháng 7 năm 1990 của Ban Tổ chức – Cán bộ Chính phủ về việc thành lập thị trấn Kim Sơn, thị trấn huyện lỵ huyện Quế Phong, tỉnh Nghệ Tĩnh:
- Huyện Quế Phong

1. Thành lập thị trấn Kim Sơn, thị trấn huyện lỵ huyện Quế Phong, tỉnh Nghệ Tĩnh trên cơ sở tách các xóm Bắc Sơn, Trung Sơn, Tây Sơn, Nam Sơn của xã Mường Nọc với 121,6 ha diện tích tự nhiên và 2.726 nhân khẩu và 30 ha diện tích tự nhiên của xã Tiền Phong.

#### Năm 1990: Quyết định số 502/TCCP
- Quyết định số 502/TCCP[38] ngày 15 tháng 11 năm 1990 của Ban Tổ chức – Cán bộ Chính phủ về việc phân vạch địa giới hành chính các xã Châu Hồng và Châu Sơn thuộc huyện Quỳ Hợp, tỉnh Nghệ Tĩnh:
- Huyện Quỳ Hợp

1. Chia xã Châu Hồng thành hai xã, lấy tên là xã Châu Hồng và xã Châu Tiến.
2. Chia xã Châu Sơn thành hai xã, lấy tên là xã Bắc Sơn và xã Nam Sơn.

### TỉnhNghệ An

#### Năm 1991: Quốc hội khóa VIII, Kỳ họp thứ 9
- Nghị quyết ngày 12 tháng 8 năm 1991 của Quốc hội khóa VIII, Kỳ họp thứ 9[39] về việc điều chỉnh địa giới hành chính một số tỉnh, thành phố trực thuộc Trung ương:
- Tỉnh Nghệ Tĩnh, tỉnh Nghệ An, tỉnh Hà Tĩnh

1. Chia tỉnh Nghệ Tĩnh thành 2 tỉnh, lấy tên là tỉnh Nghệ An và tỉnh Hà Tĩnh.
2. Tỉnh Nghệ An có 18 đơn vị hành chính gồm thành phố Vinh và 17 huyện: Anh Sơn, Con Cuông, Diễn Châu, Đô Lương, Hưng Nguyên, Kỳ Sơn, Nam Đàn, Nghi Lộc, Nghĩa Đàn, Quế Phong, Quỳ Châu, Quỳ Hợp, Quỳnh Lưu, Tân Kỳ, Thanh Chương, Tương Dương, Yên Thành, có diện tích tự nhiên: 16.449 km2 với số dân 2.415.425 người. Tỉnh lỵ: Thành phố Vinh.

#### Năm 1993: Nghị định số 99-CP
- Nghị định số 99-CP[40] ngày 17 tháng 12 năm 1993 của Chính phủ về việc giải thể thị trấn Thái Lão thuộc huyện Hưng Nguyên, tỉnh Nghệ An:
- Huyện Hưng Nguyên

1. Giải thể thị trấn Thái Lão thuộc huyện Hưng Nguyên, tỉnh Nghệ An.
2. Giao 110 ha diện tích tự nhiên với 3.123 nhân khẩu thuộc thị trấn Thái Lão về xã Hưng Đạo quản lý. Phần còn lại của thị trấn Thái Lão gồm 99 ha diện tích tự nhiên với 1.822 nhân khẩu giao về xã Hưng Thái quản lý.
3. Sau khi giải thể thị trấn Thái Lão, huyện Hưng Nguyên có 23 đơn vị hành chính là các xã: Hưng Lĩnh, Hưng Long, Hưng Xá, Hưng Xuân, Hưng Lam, Hưng Phú, Hưng Khánh, Hưng Nhân, Hưng Châu, Hưng Lợi, Hưng Phúc, Hưng Thịnh, Hưng Mỹ, Hưng Thắng, Hưng Tiến, Hưng Tân, Hưng Thông, Hưng Thái, Hưng Đạo, Hưng Chính, Hưng Tây, Hưng Yên, Hưng Trung.

#### Năm 1994: Nghị định số 54-CP
- Nghị định số 54-CP[41] ngày 28 tháng 6 năm 1994 của Chính phủ về việc chia xã Đông Vĩnh thành phường Đông Vĩnh và xã Hưng Đông thuộc thành phố Vinh và chia xã Phú Thành thành xã Phú Thành và xã Hồng Thành, huyện Yên Thành, tỉnh Nghệ An:

- Thành phố Vinh

1. Chia xã Đông Vĩnh thuộc thành phố Vinh thành phường Đông Vĩnh và xã Hưng Đông.

- Huyện Yên Thành

1. Chia xã Phú Thành thuộc huyện Yên Thành thành xã Phú Thành và xã Hồng Thành.

#### Năm 1994: Nghị định số 93-CP
- Nghị định số 93-CP[42] ngày 23 tháng 8 năm 1994 của Chính phủ về việc thành lập phường Hưng Dũng thuộc thành phố Vinh, tỉnh Nghệ An:
- Thành phố Vinh

1. Thành lập phường Hưng Dũng trên cơ sở xã Hưng Dũng thuộc thành phố Vinh, tỉnh Nghệ An.

#### Năm 1994: Ngày 23 tháng 8 năm 1994[43]
- Thành phố Vinh

1. Sáp nhập phường Cửa Bắc vào phường Cửa Nam.
2. Sáp nhập phường Cầu Cảng vào phường Bến Thủy.

#### Năm 1994: Nghị định số 113-CP
- Nghị định số 113-CP[44] ngày 29 tháng 8 năm 1994 của Chính phủ về việc thành lập thị xã Cửa Lò thuộc tỉnh Nghệ An:
- Huyện Nghi Lộc, thị xã Cửa Lò

1. Nay thành lập thị xã Cửa Lò thuộc tỉnh Nghệ An trên cơ sở thị trấn Cửa Lò và các xã Nghi Thu, Nghi Hưng, Nghi Hoà, Nghi Hải; 50 hécta diện tích tự nhiên; 2.291 nhân khẩu của xã Nghi Quang xã Nghi Quang thuộc huyện Nghi Lộc.
2. Thị xã Cửa Lò có diện tích tự nhiên 2.329 hécta; nhân khẩu 37.712.

- Thị xã Cửa Lò

1. Phường Nghi Tân được thành lập trên cơ sở diện tích tự nhiên 58 hécta; nhân khẩu 6.800 của thị trấn Cửa Lò; diện tích tự nhiên 50 hécta; nhân khẩu 2.291 của xã Nghi Quang.
2. Phường Nghi Thủy được thành lập trên cơ sở diện tích tự nhiên 94 hécta; nhân khẩu 5.400 của thị trấn Cửa Lò.
3. Phường Thu Thủy được thành lập trên cơ sở phần còn lại của thị trấn Cửa Lò gồm 98 hécta diện tích tự nhiên; nhân khẩu 5.200.
4. Phường Nghi Hòa được thành lập trên cơ sở giữ nguyên diện tích, nhân khẩu của xã Nghi Hòa.
5. Phường Nghi Hải được thành lập trên cơ sở giữ nguyên diện tích, nhân khẩu của xã Nghi Hải.
6. Huyện Nghi Lộc còn lại diện tích tự nhiên 38.316 hécta; nhân khẩu 167.538. Gồm 38 đơn vị hành chính là xã Nghi Kiều, Nghi Lâm, Nghi Văn, Nghi Hưng, Nghi Đồng, Nghi Công, Nghi Mỹ, Nghi Phương, Nghi Hoa, Nghi Thuận, Nghi Long, Nghi Trung, Nghi Diện, Nghi Vạn, Nghi Kim, Nghi Liên, Nghi Thịnh, Nghi Trường, Nghi Ân, Nghi Đức, Nghi Xuân, Nghi Xá, Nghi Thạch, Nghi Phong, Nghi Thái, Nghi Thọ, Nghi Yên, Nghi Tiến, Nghi Thiết, Nghi Quang, Nghi Hợp, Nghi Khánh và thị trấn Quán Hành.

#### Năm 1995: Nghị định số 83-CP
- Nghị định số 83-CP[45] ngày 25 tháng 11 năm 1995 của Chính phủ về việc giải thể các thị trấn nông trường và thành lập các xã thuộc các huyện Nghĩa Đàn, Quỳ Hợp, Tân Kỳ tỉnh Nghệ An:
- Huyện Nghĩa Đàn

1. Giải thể các thị trấn nông trường: Đông Hiến, Cờ Đỏ, 19/5, 1/5, Tây Hiếu thuộc huyện Nghĩa Đàn.
2. Thành lập xã Đông Hiếu trên cơ sở 1.858 ha diện tích tự nhiên với 6.281 nhân khẩu của nông trường Đông Hiếu (trừ 68 ha diện tích tự nhiên với 270 nhân khẩu giao về xã Nghĩa Thuận; 40 ha diện tích tự nhiên với 100 nhân khẩu giao về xã Nghĩa Long; 136 ha diện tích tự nhiên với 178 nhân khẩu giao về xã Nghĩa Khánh; 125 ha diện tích tự nhiên với 316 nhân khẩu giao về xã Nghĩa Hòa; 190 ha diện tích tự nhiên với 532 nhân khẩu giao về xã Nghĩa Mỹ; 95 ha diện tích tự nhiên với 180 nhân khẩu giao về xã Nghĩa Lộc quản lý).
3. Thành lập xã Nghĩa Hồng trên cơ sở 1.459 ha diện tích tự nhiên với 5.208 nhân khẩu của nông trường Cờ Đỏ (trừ 200 ha diện tích tự nhiên với 427 nhân khẩu giao về xã Nghĩa Mai quản lý).
4. Thành lập xã Nghĩa Sơn trên cơ sở 1.650 ha diện tích tự nhiên với 3500 nhân khẩu của nông trường 19/5 (trừ 550 ha diện tích tự nhiên với 1.080 nhân khẩu giao về xã Nghĩa Lâm quản lý).
5. Thành lập xã Nghĩa Bình trên cơ sở diện tích tự nhiên và nhân khẩu của nông trường 1/5 gồm 2.230 ha diện tích tự nhiên và 5.519 nhân khẩu.
6. Thành lập xã Nghĩa Phú trên cơ sở diện tích tự nhiên và nhân khẩu của nông trường 22/12 (trừ 68 ha diện tích tự nhiên giao về xã Nghĩa Hội quản lý).
7. Thành lập xã Tây Hiếu trên cơ sở diện tích tự nhiên và nhân khẩu của nông trường Tây Hiếu 1 gồm 1.938 ha diện tích tự nhiên với 5.645 nhân khẩu.
8. Thành lập xã Nghĩa Hiếu trên cơ sở diện tích tự nhiên và nhân khẩu của nông trường Tây Hiếu 2 gồm 1.968 ha diện tích tự nhiên và 3.100 nhân khẩu.
9. Thành lập xã Nghĩa Tân trên cơ sở diện tích tự nhiên và nhân khẩu của nông trường Tây Hiếu 3 gồm 820 ha diện tích tự nhiên và 2.450 nhân khẩu.

- Huyện Quỳ Hợp

1. Giải thể thị trấn nông trường 3/2 thuộc huyện Quỳ Hợp.
2. Thành lập xã Minh Hợp trên cơ sở diện tích tự nhiên và nhân khẩu của nông trường 3/2 và nông trường Xuân Thành gồm 4.250 ha diện tích tự nhiên và 8.433 nhân khẩu.

- Huyện Tân Kỳ

1. Giải thể thị trấn nông trường Sông Con thuộc huyện Tân Kỳ.
2. Thành lập xã Tân Phú trên cơ sở diện tích tự nhiên và nhân khẩu của nông trường Sông Con gồm 2.521 ha diện tích tự nhiên và 4.145 nhân khẩu.
3. Thành lập xã Tân Long trên cơ sở diện tích tự nhiên và nhân khẩu của nông trường Vực Rồng gồm 2.517 ha diện tích tự nhiên và 4.075 nhân khẩu.
4. Thành lập xã Tân An trên cơ sở diện tích tự nhiên và nhân khẩu của nông trường An Ngãi gồm 3.500 ha diện tích tự nhiên và 4.400 nhân khẩu.

#### Năm 1998: Nghị định số 73/1998/NĐ-CP
- Nghị định số 73/1998/NĐ-CP[46] ngày 15 tháng 9 năm 1998 về việc thành lập thị trấn Hưng Nguyên thuộc huyện Hưng Nguyên, tỉnh Nghệ An:
- Huyện Hưng Nguyên

1. Nay thành lập thị trấn Hưng Nguyên, thị trấn huyện lỵ huyện Hưng Nguyên, tỉnh Nghệ An trên cơ sở toàn bộ diện tích và dân số của xã Hưng Thái; 8,7359 ha diện tích tự nhiên và 564 nhân khẩu của xã Hưng Đạo.

#### Năm 1999: Nghị định số 44/1999/NĐ-CP
- Nghị định số 44/1999/NĐ-CP[47] ngày 1 tháng 7 năm 1999 của Chính phủ về việc thành lập một số xã thuộc huyện Yên Thành, tỉnh Nghệ An:
- Huyện Yên Thành

1. Thành lập xã Tây Thành trên cơ sở 2.200 ha diện tích tự nhiên và 5.866 nhân khẩu của xã Quang Thành.
2. Thành lập xã Đại Thành trên cơ sở 906 ha diện tích tự nhiên và 4.720 nhân khẩu của xã Minh Thành.
3. Thành lập xã Kim Thành trên cơ sở 2.300 ha diện tích tự nhiên và 4.150 nhân khẩu của xã Đồng Thành.

#### Năm 2002: Nghị định số 40/2002/NĐ-CP
- Nghị định số 40/2002/NĐ-CP[48] ngày 10 tháng 4 năm 2002 của Chính phủ về việc thành lập xã thuộc các huyện Quỳnh Lưu, Thanh Chương và Nghi Lộc, tỉnh Nghệ An:
- Huyện Quỳnh Lưu

1. Thành lập xã Tân Thắng thuộc huyện Quỳnh Lưu trên cơ sở 7.018 ha diện tích tự nhiên và 3.019 nhân khẩu của xã Quỳnh Thắng.

- Huyện Thanh Chương

1. Thành lập xã Thanh Đức thuộc huyện Thanh Chương trên cơ sở 17.000,76 ha diện tích tự nhiên và 4.870 nhân khẩu của xã Hạnh Lâm.

- Huyện Nghi Lộc

1. Chia xã Nghi Công thuộc huyện Nghi Lộc thành 2 xã Nghi Công Bắc và Nghi Công Nam.

#### Năm 2005: Nghị định số 39/2005/NĐ-CP
- Nghị định số 39/2005/NĐ-CP[49] ngày 23 tháng 3 năm 2005 của Chính phủ về việc điều chỉnh địa giới hành chính, thành lập phường, xã thuộc thành phố Vinh và các huyện Tân Kỳ, Quế Phong, tỉnh Nghệ An:
- Thành phố Vinh

1. Thành lập phường Hưng Phúc thuộc thành phố Vinh trên cơ sở 58,17 ha diện tích tự nhiên và 7.932 nhân khẩu của phường Hưng Bình, 55,73 ha diện tích tự nhiên và 1.535 nhân khẩu của phường Hưng Dũng.
2. Thành lập phường Quán Bàu thuộc thành phố Vinh trên cơ sở 111,20 ha diện tích tự nhiên và 5.300 nhân khẩu của phường Lê Lợi, 120,20 ha diện tích tự nhiên và 3.370 nhân khẩu của xã Hưng Đông.

- Huyện Tân Kỳ

1. Điều chỉnh 1.657 ha diện tích tự nhiên và 2.388 nhân khẩu của xã Nghĩa Hành thuộc huyện Tân Kỳ về xã Hương Sơn quản lý.
2. Thành lập xã Tân Hương thuộc huyện Tân Kỳ trên cơ sở 1.557,50 ha diện tích tự nhiên và 4.219 nhân khẩu của xã Kỳ Sơn, 1.038 ha diện tích tự nhiên và 1.918 nhân khẩu của xã Nghĩa Hành, 532 ha diện tích tự nhiên và 954 nhân khẩu của xã Hương Sơn.

- Huyện Quế Phong

1. Thành lập xã Quế Sơn thuộc huyện Quế Phong trên cơ sở 3.770 ha diện tích tự nhiên và 3.324 nhân khẩu của xã Mường Nọc.

#### Năm 2006: Nghị định số 41/2006/NĐ-CP
- Nghị định số 41/2006/NĐ-CP[50] ngày 21 tháng 4 năm 2006 của Chính phủ về việc thành lập thị trấn Quỳnh Mai thuộc huyện Quỳnh Lưu, tỉnh Nghệ An:
- Huyện Quỳnh Lưu

1. Thành lập thị trấn Hoàng Mai thuộc huyện Quỳnh Lưu, tỉnh Nghệ An trên cơ sở toàn bộ diện tích tự nhiên và dân số của xã Quỳnh Thiện.

#### Năm 2007: Nghị định số 52/2007/NĐ-CP
- Nghị định số 52/2007/NĐ-CP[51] ngày 2 tháng 4 năm 2007 của Chính phủ về việc điều chỉnh địa giới hành chính xã; thành lập xã, mở rộng thị trấn thuộc huyện Đô Lương, Tương Dương, Yên Thành, Nghi Lộc, tỉnh Nghệ An:
- Huyện Đô Lương

1. Thành lập xã Giang Sơn Đông thuộc huyện Đô Lương trên cơ sở điều chỉnh 2.490,20 ha diện tích tự nhiên và 7.381 nhân khẩu của xã Giang Sơn.
2. Thành lập xã Giang Sơn Tây thuộc huyện Đô Lương trên cơ sở 1.724,71 ha diện tích tự nhiên và 4.079 nhân khẩu còn lại của xã Giang Sơn.
3. Sau khi điều chỉnh địa giới hành chính, huyện Đô Lương có 33 đơn vị hành chính trực thuộc, gồm các xã: Giang Sơn Đông, Giang Sơn Tây, Hồng Sơn, Bài Sơn, Lam Sơn, Ngọc Sơn, Bồi Sơn, Tràng Sơn, Nam Sơn, Bắc Sơn, Đặng Sơn, Lưu Sơn, Đông Sơn, Yên Sơn, Văn Sơn, Thịnh Sơn, Hòa Sơn, Tân Sơn, Thái Sơn, Quang Sơn, Thượng Sơn, Hiến Sơn, Trù Sơn, Đại Sơn, Mỹ Sơn, Nhân Sơn, Minh Sơn, Xuân Sơn, Lạc Sơn, Trung Sơn, Thuân Sơn, Đà Sơn và thị trấn Đô Lương.

- Huyện Tương Dương

1. Thành lập xã Xiêng My thuộc huyện Tương Dương trên cơ sở điều chỉnh 12.252,08 ha diện tích tự nhiên và 2.776 nhân khẩu của xã Nga My.
2. Sau khi điều chỉnh địa giới hành chính, huyện Tương Dương có 22 đơn vị hành chính trực thuộc, gồm các xã: Nga My, Xiêng My, Hữu Dương, Hữu Khuông, Kim Đa, Kim Tiến, Lượng Minh, Lưu Kiền, Luân Mai, Mai Sơn, Nhôn Mai, Tam Đình, Tam Hợp, Tam Quang, Tam Thái, Thạch Giám, Xá Lượng, Yên Hòa, Yên Na, Yên Thắng, Yên Tĩnh và thị trấn Tương Dương.

- Huyện Yên Thành

1. Thành lập xã Hùng Thành thuộc huyện Yên Thành trên cơ sở điều chỉnh 1.528,02 ha diện tích tự nhiên và 5.492 nhân khẩu của xã Hậu Thành.
2. Sau khi điều chỉnh địa giới hành chính, huyện Yên Thành có 38 đơn vị hành chính trực thuộc, gồm các xã: Hậu Thành, Hùng Thành, Bảo Thành, Bắc Thành, Công Thành, Đô Thành, Đồng Thành, Đức Thành, Hồng Thành, Hợp Thành, Hoa Thành, Khánh Thành, Lăng Thành, Liên Thành, Long Thành, Lý Thành, Mã Thành, Minh Thành, Mỹ Thành, Nam Thành, Nhân Thành, Phúc Thành, Phú Thành, Quang Thành, Sơn Thành, Tăng Thành, Tân Thành, Thọ Thành, Thịnh Thành, Trung Thành, Văn Thành, Viên Thành, Vĩnh Thành, Xuân Thành, Đại Thành, Tây Thành, Kim Thành và thị trấn Yên Thành.

- Huyện Nghi Lộc

1. Điều chỉnh 174,23 ha diện tích tự nhiên và 1.532 nhân khẩu của xã Nghi Trung; 11,07 ha diện tích tự nhiên và 253 nhân khẩu của xã Nghi Long; 132,6 ha diện tích tự nhiên và 1.434 nhân khẩu của xã Nghi Hoa; 20,61 ha diện tích tự nhiên và 97 nhân khẩu của xã Nghi Diên về thị trấn Quán Hành quản lý.

#### Năm 2007: Nghị định số 164/2007/NĐ-CP
- Nghị định số 164/2007/NĐ-CP[52] ngày 15 tháng 11 năm 2007 về việc điều chỉnh địa giới hành chính huyện Nghĩa Đàn để thành lập thị xã Thái Hòa; thành lập các phường thuộc thị xã Thái Hòa, tỉnh Nghệ An:
- Huyện Nghĩa Đàn, thị xã Thái Hòa

1. Thành lập thị xã Thái Hòa thuộc tỉnh Nghệ An trên cơ sở điều chỉnh 13.514,36 ha diện tích tự nhiên và 66.000 nhân khẩu của huyện Nghĩa Đàn (bao gồm toàn bộ diện tích tự nhiên và dân số của thị trấn Thái Hòa và các xã: Nghĩa Quang, Nghĩa Hòa, Nghĩa Tiến, Nghĩa Mỹ, Tây Hiếu, Đông Hiếu, Nghĩa Thuận thuộc huyện Nghĩa Đàn).
2. Thị xã Thái Hòa có 13.514,36 ha diện tích tự nhiên và 66.000 nhân khẩu.

- Thị xã Thái Hòa

1. Thành lập các phường thuộc thị xã Thái Hòa
  1. Thành lập phường Hòa Hiếu trên cơ sở toàn bộ toàn bộ diện tích tự nhiên, dân số của thị trấn Thái Hòa.
  2. Thành lập phường Quang Tiến trên cơ sở điều chỉnh 769,10 ha diện tích tự nhiên và 9.293 nhân khẩu của xã Nghĩa Quang.
  3. Thành lập phường Quang Phong trên cơ sở toàn bộ 623,66 ha diện tích tự nhiên và 3.921 nhân khẩu còn lại của xã Nghĩa Quang.
  4. Thành lập phường Long Sơn trên cơ sở điều chỉnh 424,7 ha diện tích tự nhiên và 4.541 nhân khẩu của xã Nghĩa Hòa.
2. Sau khi điều chỉnh địa giới hành chính:
  1. Thị xã Thái Hòa có 13.514,36 ha diện tích tự nhiên và 66.000 nhân khẩu, có 10 đơn vị hành chính trực thuộc, bao gồm 4 phường: Hòa Hiếu, Quang Tiến, Quang Phong, Long Sơn và 6 xã: Nghĩa Hòa, Tây Hiếu, Nghĩa Mỹ, Nghĩa Thuận, Đông Hiếu, Nghĩa Tiến.
  2. Huyện Nghĩa Đàn còn lại 61.754,01 ha diện tích tự nhiên và 129.158 nhân khẩu, có 24 đơn vị hành chính trực thuộc bao gồm các xã: Nghĩa Bình, Nghĩa Thắng, Nghĩa Thịnh, Nghĩa Hưng, Nghĩa Hội, Nghĩa Trung, Nghĩa Liên Nghĩa Mai, Nghĩa Yên, Nghĩa Minh, Nghĩa Lâm, Nghĩa Lạc, Nghĩa Lợi, Nghĩa Thọ, Nghĩa Hiếu, Nghĩa Tân, Nghĩa Sơn, Nghĩa Hồng, Nghĩa Phú, Nghĩa Long, Nghĩa Lộc, Nghĩa An, Nghĩa Khánh và Nghĩa Đức.
  3. Tỉnh Nghệ An có 20 đơn vị hành chính trực thuộc, bao gồm: thành phố Vinh, thị xã Cửa Lò, thị xã Thái Hòa và 17 huyện: Quỳnh Lưu, Diễn Châu, Nghi Lộc, Yên Thành, Hưng Nguyên, Nghĩa Đàn, Quỳ Hợp, Quỳ Châu, Quế Phong, Tân Kỳ, Đô Lương, Anh Sơn, Con Cuông, Tương Dương, Kỳ Sơn, Nam Đàn, Thanh Chương.

#### Năm 2008: Nghị định số 45/2008/NĐ-CP
- Nghị định số 45/2008/NĐ-CP[53] ngày 27 tháng 4 năm 2008 của Chính phủ về việc điều chỉnh địa giới hành chính các huyện: Hưng Nguyên, Nghi Lộc để mở rộng địa giới hành chính thành phố Vinh; thành lập phường Vinh Tân thuộc thành phố Vinh, tỉnh Nghệ An:
- Huyện Nghi Lộc, huyện Hưng Nguyên, thành phố Vinh

1. Điều chỉnh 3.115,63 ha diện tích tự nhiên và 29.304 nhân khẩu của huyện Nghi Lộc (bao gồm toàn bộ diện tích tự nhiên và nhân khẩu của các xã: Nghi Kim, Nghi Đức, Nghi Liên, Nghi Ân); 626,91 ha diện tích tự nhiên và 9.138 nhân khẩu của huyện Hưng Nguyên (bao gồm toàn bộ diện tích và nhân khẩu của xã Hưng Chính; 174 ha diện tích tự nhiên và 3.043 nhân khẩu của xã Hưng Thịnh) về thành phố Vinh quản lý.

- Thành phố Vinh

1. Thành lập phường Vinh Tân thuộc thành phố Vinh trên cơ sở toàn bộ xã Vinh Tân; 174 ha diện tích tự nhiên và 3.043 nhân khẩu (phần diện tích và nhân khẩu của xã Hưng Thịnh điều chỉnh về thành phố Vinh).
2. Sau khi điều chỉnh địa giới hành chính để mở rộng thành phố Vinh và thành lập phường Vinh Tân:
  1. Thành phố Vinh có 10.498,39 ha diện tích tự nhiên và 282.981 nhân khẩu, có 25 đơn vị hành chính trực thuộc, bao gồm các phường: Bến Thủy, Cửa Nam, Đông Vĩnh, Đội Cung, Hà Huy Tập, Hồng Sơn, Hưng Bình, Hưng Dũng, Hưng Phúc, Lê Lợi, Lê Mao, Quán Bàu, Quang Trung, Trường Thi, Trung Đô, Vinh Tân và các xã: Nghi Phú, Hưng Lộc, Nghi Kim, Hưng Đông, Hưng Hòa, Nghi Liên, Nghi Ân, Nghi Đức, Hưng Chính.
  2. Huyện Hưng Nguyên còn lại 15.920,24 ha diện tích tự nhiên và 114.210 nhân khẩu, có 22 đơn vị hành chính trực thuộc, bao gồm các xã: Hưng Lĩnh, Hưng Long, Hưng Xá, Hưng Xuân, Hưng Lam, Hưng Phú, Hưng Khánh, Hưng Nhân, Hưng Châu, Hưng Lợi, Hưng Phúc, Hưng Mỹ, Hưng Tiến, Hưng Thắng, Hưng Thông, Hưng Tân, Hưng Đạo, Hưng Tây, Hưng Yên, Hưng Trung, Hưng Thịnh và thị trấn Hưng Nguyên.
  3. Huyện Nghi Lộc còn lại 34.809,60 ha diện tích tự nhiên và 195.847 nhân khẩu, có 30 đơn vị hành chính trực thuộc, bao gồm các xã: Nghi Văn, Nghi Kiều, Nghi Lâm, Nghi Yên, Nghi Công Nam, Nghi Công Bắc, Nghi Hưng, Nghi Phương, Nghi Thuận, Nghi Hoa, Nghi Diên, Nghi Vạn, Nghi Trung, Nghi Long, Nghi Quang, Nghi Phong, Nghi Thái, Phúc Thọ, Nghi Xuân, Nghi Thạch, Nghi Đồng, Nghi Tiến, Nghi Thiết, Nghi Khánh, Nghi Hợp, Nghi Xá, Nghi Thịnh, Nghi Mỹ, Nghi Trường và thị trấn Quán Hành.

#### Năm 2009: Nghị định số 7/NĐ-CP
- Nghị định số 7/NĐ-CP[54] ngày 9 tháng 2 năm 2009 của Chính phủ về việc giải thể xã và điều chỉnh địa giới hành chính xã, thành lập xã thuộc các huyện Tương Dương, Thanh Chương, Anh Sơn, Yên Thành, Hưng Nguyên, tỉnh Nghệ An:
- Huyện Tương Dương

1. Giải thể các xã thuộc huyện Tương Dương sau đây: giải thể các xã: Kim Đa, Kim Tiến, Hữu Dương, Luân Mai.
2. Điều chỉnh địa giới hành chính các xã giải thể:
  1. Điều chỉnh 10.579,75 ha diện tích tự nhiên và 355 khẩu của xã Kim Đa; 4.567,66 ha diện tích tự nhiên của xã Kim Tiến vào xã Lượng Minh quản lý.
  2. Điều chỉnh 4.320,77 ha diện tích tự nhiên còn lại của xã Kim Đa vào xã Yên Na quản lý.
  3. Điều chỉnh 6.656,05 ha diện tích tự nhiên và 236 nhân khẩu của xã Hữu Dương; 7.662,00 ha diện tích tự nhiên còn lại của xã Kim Tiến vào xã Hữu Khuông quản lý.
  4. Điều chỉnh 6.403,17 ha diện tích tự nhiên và 350 nhân khẩu của xã Luân Mai và 3.073,18 ha diện tích tự nhiên của xã Hữu Dương vào xã Nhôn Mai quản lý.
  5. Điều chỉnh 1.929,36 ha diện tích tự nhiên của xã Luân Mai vào xã Mai Sơn quản lý.
  6. Điều chỉnh 3650 nhân khẩu của xã Kim Đa và 1.598 nhân khẩu của xã Hữu Dương về khu tái định cư thuộc xã Hạnh Lâm, huyện Thanh Chương để thành lập xã Thanh Sơn.
  7. Điều chỉnh 2.725 nhân khẩu của xã Kim Tiến; 1.585 nhân khẩu của xã Luân Mai về khu tái định cư thuộc xã Thanh Hương, huyện Thanh Chương; 1.073 nhân khẩu của xã Hữu Dương và 1.435 nhân khẩu của xã Hữu Khuông về khu tái định cư thuộc xã Thanh Thịnh, huyện Thanh Chương để thành lập xã Ngọc Lâm.

- Huyện Thanh Chương

1. Thành lập xã Thanh Sơn thuộc huyện Thanh Chương trên cơ sở điều chỉnh 6.739,46 ha diện tích tự nhiên của xã Hạnh Lâm và 647,63 ha diện tích tự nhiên của xã Thanh Mỹ; 3.650 nhân khẩu của xã Kim Đa (xã giải thể) và 1.598 nhân khẩu của xã Hữu Dương (xã giải thể) thuộc huyện Tương Dương.
2. Thành lập xã Ngọc Lâm thuộc huyện Thanh Chương trên cơ sở điều chỉnh 5.269,79 ha diện tích tự nhiên của xã Thanh Hương; 3.652,85 ha diện tích tự nhiên của xã Thanh Thịnh; 2.725 nhân khẩu của xã Kim Tiến (xã giải thể); 1.585 nhân khẩu của xã Luân Mai (xã giải thể); 1.073 nhân khẩu của xã Hữu Dương (xã giải thể) và 1.435 nhân khẩu của xã Hữu Khuông thuộc huyện Tương Dương.

- Huyện Anh Sơn

1. Thành lập xã Hoa Sơn thuộc huyện Anh Sơn trên cơ sở điều chỉnh 2.077,22 ha diện tích tự nhiên và 6.715 nhân khẩu của xã Hội Sơn; 389,17 ha diện tích tự nhiên của xã Tường Sơn.

- Huyện Hưng Nguyên

1. Thành lập xã Hưng Yên Bắc thuộc huyện Hưng Nguyên trên cơ sở điều chỉnh 861,37 ha diện tích tự nhiên và 5.050 nhân khẩu của xã Hưng Yên.
2. Xã Hưng Yên còn lại 1.950,58 ha diện tích tự nhiên và 5.759 nhân khẩu (được đổi tên thành xã Hưng Yên Nam).

- Huyện Yên Thành

1. Thành lập xã Tiến Thành thuộc huyện Yên Thành trên cơ sở điều chỉnh 3.321,17 ha diện tích tự nhiên và 5.288 nhân khẩu của xã Mã Thành.
2. Sau khi giải thể xã và điều chỉnh địa giới hành chính xã, thành lập xã thuộc các huyện Thanh Chương, Anh Sơn, Hưng Nguyên, Yên Thành:
  1. Huyện Tương Dương còn lại 281.192,73 ha diện tích tự nhiên và 68.441 nhân khẩu, có 18 đơn vị hành chính trực thuộc, bao gồm các xã: Hữu Khuông, Lượng Minh, Lưu Kiền, Mai Sơn, Nga My, Xiêng My, Nhôn Mai, Tam Đình, Tam Hợp, Tam Quang, Tam Thái, Thạch Giám, Xá Lượng, Yên Hòa, Yên Na, Yên Thắng, Yên Tĩnh và thị trấn Hòa Bình.
  2. Huyện Thanh Chương có 112.831,06 ha diện tích tự nhiên và 252.459 nhân khẩu, có 40 đơn vị hành chính trực thuộc, bao gồm các xã: Cát Văn, Phong Thịnh, Thanh Hòa, Thanh Nho, Thanh Đức, Hạnh Lâm, Thanh Mỹ, Thanh Liên, Thanh Tiên, Thanh Lĩnh, Thanh Thịnh, Thanh Hương, Thanh An, Thanh Chi, Thanh Khê, Thanh Thủy, Võ Liệt, Thanh Long, Thanh Hà, Thanh Tùng, Thanh Giang, Thanh Mai, Thanh Xuân, Thanh Lâm, Thanh Hưng, Thanh Văn, Thanh Tường, Thanh Phong, Thanh Đồng, Đồng Văn, Thanh Ngọc, Ngọc Sơn, Xuân Tường, Thanh Dương, Thanh Lương, Thanh Yên, Thanh Khai, Thanh Sơn, Ngọc Lâm và thị trấn Thanh Chương.
  3. Huyện Anh Sơn có 60.299,91 ha diện tích tự nhiên và 113.129 nhân khẩu, có 21 đơn vị hành chính trực thuộc, bao gồm các xã: Bình Sơn, Hùng Sơn, Cao Sơn, Cẩm Sơn, Đỉnh Sơn, Đức Sơn, Hội Sơn, Khai Sơn, Lạng Sơn, Long Sơn, Lĩnh Sơn, Phúc Sơn, Tào Sơn, Tam Sơn, Tường Sơn, Thành Sơn, Thạch Sơn, Thọ Sơn, Vĩnh Sơn, Hoa Sơn và thị trấn Anh Sơn.
  4. Huyện Hưng Nguyên có 15.920,24 ha diện tích tự nhiên và 114.210 nhân khẩu, có 23 đơn vị hành chính trực thuộc, bao gồm các xã: Hưng Châu, Hưng Đạo, Hưng Khánh, Hưng Lam, Hưng Lợi, Hưng Long, Hưng Lĩnh, Hưng Mỹ, Hưng Nhân, Hưng Phú, Hưng Phúc, Hưng Tân, Hưng Tây, Hưng Thông, Hưng Thắng, Hưng Thịnh, Hưng Tiến, Hưng Trung, Hưng Xá, Hưng Xuân, Hưng Yên Bắc, Hưng Yên Nam và thị trấn Hưng Nguyên.
  5. Huyện Yên Thành có 54.990,08 ha diện tích tự nhiên và 275.105 nhân khẩu, có 39 đơn vị hành chính trực thuộc, bao gồm các xã: Bảo Thành, Bắc Thành, Công Thành, Đô Thành, Đồng Thành, Đức Thành, Hồng Thành, Hậu Thành, Hùng Thành, Hợp Thành, Hoa Thành, Khánh Thành, Lăng Thành, Long Thành, Liên Thành, Lý Thành, Minh Thành, Mỹ Thành, Nam Thành, Nhân Thành, Phúc Thành, Phú Thành, Quang Thành, Sơn Thành, Tăng Thành, Tân Thành, Thọ Thành, Thịnh Thành, Trung Thành, Văn Thành, Viên Thành, Vĩnh Thành, Xuân Thành, Đại Thành, Tây Thành, Kim Thành, Mã Thành, Tiến Thành và thị trấn Yên Thành.

#### Năm 2010: Nghị quyết số 24/NQ-CP
- Nghị quyết số 24/NQ-CP[55] ngày 12 tháng 5 năm 2010 của Chính phủ về việc điều chỉnh mở rộng địa giới hành chính thị trấn Cầu Giát thuộc huyện Quỳnh Lưu; mở rộng địa giới hành chính và đổi tên thị trấn Quỳ Châu thuộc huyện Quỳ Châu, tỉnh Nghệ An:
- Huyện Quỳnh Lưu

1. Điều chỉnh 167 ha diện tích tự nhiên và 2.888 nhân khẩu của xã Quỳnh Mỹ thuộc huyện Quỳnh Lưu về thị trấn Cầu Giát quản lý.

- Huyện Quỳ Châu

1. Điều chỉnh 459,86 ha diện tích tự nhiên và 1.703 nhân khẩu của xã Châu Hạnh thuộc huyện Quỳ Châu về thị trấn Quỳ Châu để quản lý.
2. Đổi tên thị trấn Quỳ Châu thành thị trấn Tân Lạc thuộc huyện Quỳ Châu.
3. Sau khi điều chỉnh mở rộng địa giới hành chính các thị trấn và đổi tên thị trấn Quỳ Châu:
  1. Huyện Quỳnh Lưu có 607.370 ha diện tích tự nhiên và 375.054 nhân khẩu, có 43 đơn vị hành chính trực thuộc gồm 02 thị trấn và 41 xã.
  2. Huyện Quỳ Châu có 105.765,63 ha diện tích tự nhiên và 53.179 nhân khẩu, có 12 đơn vị hành chính trực thuộc gồm 01 thị trấn và 11 xã.

#### Năm 2010: Nghị quyết số 38/NQ-CP
- Nghị quyết số 38/NQ-CP[56] ngày 30 tháng 9 năm 2010 của Chính phủ về việc thành lập các phường: Nghi Hương, Nghi Thu thuộc thị xã Cửa Lò, tỉnh Nghệ An:

- Thị xã Cửa Lò

1. Thành lập phường Nghi Hương thuộc thị xã Cửa Lò trên cơ sở toàn bộ xã Nghi Hương.
2. Thành lập phường Nghi Thu thuộc thị xã Cửa Lò trên cơ sở toàn bộ xã Nghi Thu.
3. Sau khi thành lập các phường, thị xã Cửa Lò có 2.781,43 ha diện tích tự nhiên và 70.398 nhân khẩu; có 7 phường trực thuộc, gồm: Nghi Hương, Nghi Thu, Nghi Tân, Nghi Thủy, Thu Thủy, Nghi Hải, Nghi Hòa.

#### Năm 2011: Nghị quyết số 96/NQ-CP
- Nghị quyết số 96/NQ-CP[57] ngày 11 tháng 10 năm 2011 của Chính phủ về việc điều chỉnh địa giới hành chính xã để thành lập thị trấn Nghĩa Đàn thuộc huyện Nghĩa Đàn và mở rộng địa giới hành chính thị trấn Thanh Chương thuộc huyện Thanh Chương, tỉnh Nghệ An:
- Huyện Nghĩa Đàn

1. Thành lập thị trấn Nghĩa Đàn thuộc huyện Nghĩa Đàn trên cơ sở điều chỉnh 455,7 ha diện tích tự nhiên và 3.007 nhân khẩu của xã Nghĩa Bình, 345,5 ha diện tích tự nhiên và 1.763 nhân khẩu của xã Nghĩa Trung, 51,4 ha diện tích tự nhiên và 267 nhân khẩu của xã Nghĩa Hội.

- Huyện Thanh Chương

1. Điều chỉnh 358,1 ha diện tích tự nhiên và 1.871 nhân khẩu của xã Thanh Ngọc, 13,23 ha diện tích tự nhiên và 357 nhân khẩu của xã Đồng Văn thuộc huyện Thanh Chương về thị trấn Thanh Chương quản lý.
2. Sau khi điều chỉnh địa giới hành chính xã, thành lập và mở rộng địa giới hành chính các thị trấn:
  1. Huyện Nghĩa Đàn có 61.784,87 ha diện tích tự nhiên và 130.140 nhân khẩu, có 25 đơn vị hành chính trực thuộc, gồm thị trấn Nghĩa Đàn và các xã: Nghĩa Bình, Nghĩa Thắng, Nghĩa Thịnh, Nghĩa Hưng, Nghĩa Hội, Nghĩa Trung, Nghĩa Liên, Nghĩa Mai, Nghĩa Yên, Nghĩa Minh, Nghĩa Lâm, Nghĩa Lạc, Nghĩa Lợi, Nghĩa Thọ, Nghĩa Hiếu, Nghĩa Tân, Nghĩa Sơn, Nghĩa Hồng, Nghĩa Phú, Nghĩa Long, Nghĩa Lộc, Nghĩa An, Nghĩa Khánh, Nghĩa Đức.
  2. Huyện Thanh Chương có 112.890,65 ha diện tích tự nhiên và 248.952 nhân khẩu, có 40 đơn vị hành chính trực thuộc, gồm 39 xã và 01 thị trấn.

#### Năm 2013: Nghị quyết số 47/NQ-CP
- Nghị quyết số 47/NQ-CP[58] ngày 3 tháng 4 năm 2013 của Chính phủ về việc điều chỉnh địa giới hành chính để thành lập thị xã Hoàng Mai; thành lập các phường thuộc thị xã Hoàng Mai, tỉnh Nghệ An:
- Huyện Quỳnh Lưu, thị xã Hoàng Mai

1. Thành lập thị xã Hoàng Mai thuộc tỉnh Nghệ An trên cơ sở điều chỉnh 16.974,88 ha diện tích tự nhiên và 105.105 nhân khẩu của huyện Quỳnh Lưu (bao gồm toàn bộ diện tích tự nhiên của thị trấn Hoàng Mai và các xã: Mai Hùng, Quỳnh Vinh, Quỳnh Lộc, Quỳnh Lập, Quỳnh Dị, Quỳnh Phương, Quỳnh Liên, Quỳnh Xuân, Quỳnh Trang)
2. Thị xã Hoàng Mai có 16.974,88 ha diện tích tự nhiên và 105.105 nhân khẩu; có 10 đơn vị hành chính trực thuộc.

- Thị xã Hoàng Mai

1. Thành lập 5 phường thuộc thị xã Hoàng Mai:
  1. Thành lập phường Quỳnh Thiện trên cơ sở nguyên trạng thị trấn Hoàng Mai.
  2. Thành lập phường Quỳnh Dị trên cơ sở nguyên trạng xã Quỳnh Dị.
  3. Thành lập phường Mai Hùng trên cơ sở nguyên trạng xã Mai Hùng.
  4. Thành lập phường Quỳnh Phương trên cơ sở nguyên trạng xã Quỳnh Phương.
  5. Thành lập phường Quỳnh Xuân trên cơ sở nguyên trạng xã Quỳnh Xuân.
2. Sau khi điều chỉnh địa giới hành chính để thành lập thị xã Hoàng Mai và thành lập các phường thuộc thị xã Hoàng Mai:
  1. Tỉnh Nghệ An có 1.649.368,62 ha diện tích tự nhiên và 3.113.055 nhân khẩu; có 21 đơn vị hành chính trực thuộc, gồm thành phố Vinh, thị xã Cửa Lò, thị xã Thái Hòa, thị xã Hoàng Mai và 17 huyện: Quỳnh Lưu, Diễn Châu, Nghi Lộc, Yên Thành, Hưng Nguyên, Con Cuông, Quỳ Hợp, Quỳ Châu, Quế Phong, Tân Kỳ, Đô Lương, Anh Sơn, Nghĩa Đàn, Tương Dương, Kỳ Sơn, Nam Đàn, Thanh Chương.
  2. Thị xã Hoàng Mai có 16.974,88 ha diện tích tự nhiên và 105.105 nhân khẩu; có 10 đơn vị hành chính trực thuộc, gồm 5 phường: Quỳnh Thiện, Quỳnh Dị, Mai Hùng, Quỳnh Phương, Quỳnh Xuân và 5 xã: Quỳnh Vinh, Quỳnh Lộc, Quỳnh Lập, Quỳnh Liên, Quỳnh Trang.
  3. Huyện Quỳnh Lưu còn lại 43.762,87 ha diện tích đất tự nhiên và 279.977 nhân khẩu; có 33 đơn vị hành chính trực thuộc, gồm thị trấn Cầu Giát và 32 xã: An Hòa, Ngọc Sơn, Quỳnh Đôi, Quỳnh Bá, Quỳnh Bảng, Quỳnh Châu, Quỳnh Diễn, Quỳnh Giang, Quỳnh Hồng, Quỳnh Hậu, Quỳnh Hưng, Quỳnh Hoa, Quỳnh Lâm, Quỳnh Lương, Quỳnh Long, Quỳnh Minh, Quỳnh Mỹ, Quỳnh Ngọc, Quỳnh Nghĩa, Quỳnh Tân, Quỳnh Tam, Quỳnh Thắng, Quỳnh Thạch, Quỳnh Thọ, Quỳnh Thanh, Quỳnh Thuận, Quỳnh Văn, Quỳnh Yên, Sơn Hải, Tân Sơn, Tiến Thủy, Tân Thắng.

#### Năm 2019: Nghị quyết số 831/NQ-UBTVQH14
- Nghị quyết số 831/NQ-UBTVQH14[59] ngày 17 tháng 12 năm 2019 của Ủy ban Thường vụ Quốc hội về việc sắp xếp các đơn vị hành chính cấp xã thuộc tỉnh Nghệ An:

- Huyện Quế Phong

1. Điều chỉnh 4,10 km2 diện tích tự nhiên, 1.024 người của xã Tiền Phong và 17,88 km2 diện tích tự nhiên, 3.373 người của xã Mường Nọc vào thị trấn Kim Sơn.
2. Nhập toàn bộ xã Quế Sơn vào xã Mường Nọc.
3. Sau khi sắp xếp, huyện Quế Phong có 13 đơn vị hành chính cấp xã, gồm 12 xã và 01 thị trấn.

- Huyện Tương Dương

1. Thành lập thị trấn Thạch Giám trên cơ sở 67,70 km2 diện tích tự nhiên, 3.900 người của xã Thạch Giám và toàn bộ thị trấn Hòa Bình.
2. Điều chỉnh 8,82 km2 diện tích tự nhiên, 630 người của xã Thạch Giám vào xã Xá Lượng.
3. Nhập toàn bộ 11,18 km2 diện tích tự nhiên, 670 người của xã Thạch Giám sau khi điều chỉnh địa giới đơn vị hành chính vào xã Tam Thái.
4. Sau khi sắp xếp, huyện Tương Dương có 17 đơn vị hành chính cấp xã, gồm 16 xã và 01 thị trấn.

- Huyện Thanh Chương

1. Thành lập xã Đại Đồng trên cơ sở nhập toàn bộ xã Thanh Tường, xã Thanh Vân và xã Thanh Hưng.
2. Sau khi sắp xếp, huyện Thanh Chương có 38 đơn vị hành chính cấp xã, gồm 37 xã và 01 thị trấn.

- Huyện Diễn Châu

1. Thành lập xã Minh Châu trên cơ sở nhập toàn bộ xã Diễn Minh, xã Diễn Bình vã xã Diễn Thắng.
2. Sau khi sắp xếp, huyện Diễn Châu có 37 đơn vị hành chính cấp xã, gồm 36 xã và 01 thị trấn.

- Huyện Nghi Lộc

1. Thành lập xã Khánh Hợp trên cơ sở nhập toàn bộ xã Nghi Khánh và xã Nghi Hợp.
2. Sau khi sắp xếp, huyện Nghi Lộc có 29 đơn vị hành chính cấp xã, gồm 28 xã và 01 thị trấn.

- Huyện Nam Đàn

1. Thành lập xã Trung Phúc Cường trên cơ sở nhập toàn bộ xã Nam Phúc, xã Nam Cường và xã Nam Trung.
2. Thành lập xã Thượng Tân Lộc trên cơ sở điều chỉnh 4,10 km2 diện tích tự nhiên, 1.200 người của xã Nam Thượng, toàn bộ xã Nam Tân và xã Nam Lộc.
3. Nhập toàn bộ 3,20 km2 diện tích tự nhiên, 700 người của xã Nam Thượng sau khi điều chỉnh địa giới đơn vị hành chính và toàn bộ xã Vân Diên vào thị trấn Nam Đàn.
4. Sau khi sắp xếp, huyện Nam Đàn có 19 đơn vị hành chính cấp xã, gồm 18 xã và 01 thị trấn.

- Thị xã Thái Hòa

1. Nhập toàn bộ xã Nghĩa Hòa vào phường Long Sơn.
2. Sau khi sắp xếp, thị xã Thái Hòa có 09 đơn vị hành chính cấp xã, gồm 04 phường và 05 xã.

- Huyện Nghĩa Đàn

1. Thành lập xã Nghĩa Thành trên cơ sở nhập toàn bộ xã Nghĩa Tân, xã Nghĩa Thắng và xã Nghĩa Liên.
2. Sau khi sắp xếp, huyện Nghĩa Đàn có 23 đơn vị hành chính cấp xã, gồm 22 xã và 01 thị trấn.

- Huyện Hưng Nguyên

1. Thành lập xã Long Xá trên cơ sở nhập toàn bộ xã Hưng Long và xã Hưng Xá.
2. Thành lập xã Xuân Lam trên cơ sở nhập toàn bộ xã Hưng Xuân và xã Hưng Lam.
3. Thành lập xã Hưng Thành trên cơ sở nhập toàn bộ xã Hưng Phú và xã Hưng Khánh.
4. Thành lập xã Châu Nhân trên cơ sở nhập toàn bộ xã Hưng Nhân và xã Hưng Châu.
5. Thành lập xã Hưng Nghĩa trên cơ sở nhập toàn bộ xã Hưng Tiến và xã Hưng Thắng.
6. Sau khi sắp xếp, huyện Hưng Nguyên có 18 đơn vị hành chính cấp xã, gồm 17 xã và 01 thị trấn.
7. Tỉnh Nghệ An có 21 đơn vị hành chính cấp huyện, gồm 17 huyện, 01 thành phố và 03 thị xã; 460 đơn vị hành chính cấp xã, gồm 411 xã, 32 phường và 17 thị trấn.

| Tên           | Dân số (người)2019 | Hành chính        |
| ------------- | ------------------ | ----------------- |
| Thành phố (1) |                    |                   |
| Vinh          | 545.180            | 16 phường, 9 xã   |
| Thị xã (3)    |                    |                   |
| Cửa Lò        | 75.260             | 7 phường          |
| Hoàng Mai     | 112.340            | 5 phường, 5 xã    |
| Thái Hòa      | 70.870             | 4 phường, 5 xã    |
| Huyện (17)    |                    |                   |
| Anh Sơn       | 132.060            | 1 thị trấn, 20 xã |
| Con Cuông     | 78.000             | 1 thị trấn, 12 xã |
| Diễn Châu     | 284.300            | 1 thị trấn, 36 xã |
| Đô Lương      | 204.170            | 1 thị trấn, 32 xã |
| Hưng Nguyên   | 114.210            | 1 thị trấn, 17 xã |

| Tên          | Dân số (người)2019 | Hành chính        |
| ------------ | ------------------ | ----------------- |
| Kỳ Sơn       | 70.420             | 1 thị trấn, 20 xã |
| Nam Đàn      | 164.530            | 1 thị trấn, 18 xã |
| Nghi Lộc     | 205.847            | 1 thị trấn, 28 xã |
| Nghĩa Đàn    | 140.820            | 1 thị trấn, 22 xã |
| Quế Phong    | 75.280             | 1 thị trấn, 12 xã |
| Quỳ Châu     | 60.400             | 1 thị trấn, 11 xã |
| Quỳ Hợp      | 125.520            | 1 thị trấn, 20 xã |
| Quỳnh Lưu    | 307.000            | 1 thị trấn, 32 xã |
| Tân Kỳ       | 142.030            | 1 thị trấn, 21 xã |
| Thanh Chương | 271.560            | 1 thị trấn, 37 xã |
| Tương Dương  | 83.640             | 1 thị trấn, 16 xã |
| Yên Thành    | 302.500            | 1 thị trấn, 38 xã |

#### Năm 2024: Nghị quyết số 1243/NQ-UBTVQH15
- Nghị quyết số 1243/NQ-UBTVQH15[60] ngày 24 tháng 10 năm 2024 của Ủy ban Thường vụ Quốc hội về việc sắp xếp đơn vị hành chính cấp huyện, cấp xã của tỉnh Nghệ An giai đoạn 2023 - 2025:
- Thị xã Cửa Lò, huyện Nghi Lộc, thành phố Vinh

1. Nhập toàn bộ thị xã Cửa Lò và toàn bộ xã Nghi Xuân, xã Phúc Thọ, xã Nghi Thái, xã Nghi Phong thuộc huyện Nghi Lộc vào thành phố Vinh.
2. Sau khi sắp xếp, thành phố Vinh có diện tích tự nhiên là 166,22 km2 và quy mô dân số là 580.669 người; huyện Nghi Lộc có diện tích tự nhiên là 313,88 km2 và quy mô dân số là 209.326 người.

- Thành phố Vinh

1. Thành lập phường Hưng Đông trên cơ sở toàn bộ xã Hưng Đông.
2. Thành lập phường Hưng Lộc trên cơ sở toàn bộ xã Hưng Lộc.
3. Thành lập phường Nghi Phú trên cơ sở toàn bộ xã Nghi Phú.
4. Thành lập phường Nghi Đức trên cơ sở toàn bộ xã Nghi Đức.
5. Nhập toàn bộ phường Hồng Sơn vào phường Vinh Tân.
6. Nhập toàn bộ phường Đội Cung và phường Lê Mao vào phường Quang Trung.

- Huyện Nghi Lộc

1. Thành lập xã Diên Hoa trên cơ sở nhập toàn bộ xã Nghi Diên và xã Nghi Hoa.
2. Thành lập xã Thịnh Trường trên cơ sở nhập toàn bộ xã Nghi Thịnh và xã Nghi Trường.
3. Sau khi sắp xếp:
  1. Thành phố Vinh có 33 đơn vị hành chính cấp xã, gồm 24 phường: Bến Thủy, Cửa Nam, Đông Vĩnh, Hà Huy Tập, Hưng Bình, Hưng Dũng, Hưng Đông, Hưng Lộc, Hưng Phúc, Lê Lợi, Nghi Đức, Nghi Hải, Nghi Hòa, Nghi Hương, Nghi Phú, Nghi Thu, Nghi Thủy, Nghi Tân, Quán Bàu, Quang Trung, Thu Thủy, Trung Đô, Trường Thi, Vinh Tân và 09 xã: Hưng Chính, Hưng Hòa, Nghi Ân, Nghi Kim, Nghi Liên, Nghi Thái, Nghi Phong, Nghi Xuân, Phúc Thọ.
  2. Huyện Nghi Lộc có 23 đơn vị hành chính cấp xã, gồm 22 xã: Diên Hoa, Khánh Hợp, Nghi Công Bắc, Nghi Công Nam, Nghi Đồng, Nghi Hưng, Nghi Kiều, Nghi Lâm, Nghi Long, Nghi Mỹ, Nghi Phương, Nghi Quang, Nghi Thạch, Nghi Thiết, Nghi Thuận, Nghi Tiến, Nghi Trung, Nghi Vạn, Nghi Văn, Nghi Xá, Nghi Yên, Thịnh Trường và thị trấn Quán Hành.

- Huyện Đô Lương

1. Thành lập xã Bạch Ngọc trên cơ sở nhập toàn bộ xã Ngọc Sơn và xã Lam Sơn.
2. Sau khi sắp xếp, huyện Đô Lương có 32 đơn vị hành chính cấp xã, gồm 31 xã và 01 thị trấn.

- Huyện Tân Kỳ

1. Thành lập xã Bình Hợp trên cơ sở nhập toàn bộ xã Nghĩa Hợp và xã Nghĩa Bình.
2. Thành lập xã Hoàn Long trên cơ sở nhập toàn bộ xã Tân Long và xã Nghĩa Hoàn.
3. Sau khi sắp xếp, huyện Tân Kỳ có 20 đơn vị hành chính cấp xã, gồm 19 xã và 01 thị trấn.

- Huyện Nghĩa Đàn

1. Nhập toàn bộ xã Nghĩa Phú vào xã Nghĩa Thọ.
2. Nhập toàn bộ xã Nghĩa Hiếu và xã Nghĩa Thịnh vào xã Nghĩa Hưng.
3. Sau khi sắp xếp, huyện Nghĩa Đàn có 20 đơn vị hành chính cấp xã, gồm 19 xã và 01 thị trấn.

- Huyện Quỳnh Lưu

1. Nhập xã Quỳnh Hồng, điều chỉnh một phần diện tích tự nhiên là 0,14 km2 của xã Quỳnh Hưng và một phần diện tích tự nhiên là 0,18 km2, quy mô dân số là 184 người của xã Quỳnh Bá vào thị trấn Cầu Giát.
2. Thành lập xã Thuận Long trên cơ sở nhập toàn bộ xã Quỳnh Long và xã Quỳnh Thuận.
3. Thành lập xã Văn Hải trên cơ sở nhập toàn bộ xã Sơn Hải và xã Quỳnh Thọ.
4. Thành lập xã Phú Nghĩa trên cơ sở nhập toàn bộ xã Tiến Thủy và xã Quỳnh Nghĩa.
5. Thành lập xã Quỳnh Sơn trên cơ sở nhập toàn bộ xã Quỳnh Hoa và xã Quỳnh Mỹ.
6. Thành lập xã Minh Lương trên cơ sở nhập toàn bộ xã Quỳnh Minh và xã Quỳnh Lương.
7. Thành lập xã Bình Sơn trên cơ sở nhập toàn bộ xã Quỳnh Hưng, toàn bộ diện tích tự nhiên là 3,99 km2, quy mô dân số là 5.781 người của xã Quỳnh Bá sau khi điều chỉnh và xã Quỳnh Ngọc.
8. Sau khi sắp xếp, huyện Quỳnh Lưu có 25 đơn vị hành chính cấp xã, gồm 24 xã và 01 thị trấn.

- Huyện Con Cuông

1. Thành lập thị trấn Trà Lân trên cơ sở toàn bộ diện tích tự nhiên là 3,99 km2, quy mô dân số là 5.781 người của xã Quỳnh Bá sau khi điều chỉnh, toàn bộ xã Bồng Khê và thị trấn Con Cuông.
2. Sau khi sắp xếp, huyện Con Cuông có 12 đơn vị hành chính cấp xã, gồm 11 xã và 01 thị trấn.

- Huyện Thanh Chương

1. Thành lập thị trấn Dùng trên cơ sở nhập toàn bộ xã Thanh Lĩnh, xã Thanh Đồng và thị trấn Thanh Chương.
2. Thành lập xã Minh Sơn trên cơ sở nhập toàn bộ xã Thanh Hòa và xã Thanh Nho.
3. Thành lập xã Thanh Quả trên cơ sở nhập toàn bộ xã Thanh Chi và xã Thanh Khê.
4. Thành lập xã Kim Bảng trên cơ sở nhập toàn bộ xã Thanh Long và xã Võ Liệt.
5. Thành lập xã Xuân Dương trên cơ sở nhập toàn bộ xã Xuân Tường và xã Thanh Dương.
6. Thành lập xã Minh Tiến trên cơ sở nhập toàn bộ xã Thanh Lương, xã Thanh Yên và xã Thanh Khai.
7. Thành lập xã Mai Giang trên cơ sở nhập toàn bộ xã Thanh Giang và xã Thanh Mai.
8. Sau khi sắp xếp, huyện Thanh Chương có 29 đơn vị hành chính cấp xã, gồm 28 xã và 01 thị trấn.

- Huyện Diễn Châu

1. Thành lập thị trấn Diễn Thành trên cơ sở nhập toàn bộ xã Diễn Thành và thị trấn Diễn Châu.
2. Thành lập xã Xuân Tháp trên cơ sở nhập toàn bộ xã Diễn Xuân và xã Diễn Tháp.
3. Thành lập xã Ngọc Bích trên cơ sở nhập toàn bộ xã Diễn Ngọc và xã Diễn Bích.
4. Thành lập xã Hùng Hải trên cơ sở nhập toàn bộ xã Diễn Hùng và xã Diễn Hải.
5. Thành lập xã Hạnh Quảng trên cơ sở nhập toàn bộ xã Diễn Hạnh và xã Diễn Quảng.
6. Sau khi sắp xếp, huyện Diễn Châu có 32 đơn vị hành chính cấp xã, gồm 31 xã và 01 thị trấn.

- Huyện Hưng Nguyên

1. Thành lập xã Thịnh Mỹ trên cơ sở nhập toàn bộ xã Hưng Mỹ và xã Hưng Thịnh.
2. Thành lập xã Thông Tân trên cơ sở nhập toàn bộ xã Hưng Thông và xã Hưng Tân.
3. Thành lập xã Phúc Lợi trên cơ sở nhập toàn bộ xã Hưng Phúc và xã Hưng Lợi.
4. Sau khi sắp xếp, huyện Hưng Nguyên có 15 đơn vị hành chính cấp xã, gồm 14 xã và 01 thị trấn.

- Huyện Nam Đàn

1. Thành lập xã Nghĩa Thái trên cơ sở nhập toàn bộ xã Nam Nghĩa và xã Nam Thái.
2. Thành lập xã Xuân Hồng trên cơ sở nhập toàn bộ xã Hồng Long và xã Xuân Lâm.
3. Sau khi sắp xếp, huyện Nam Đàn có 17 đơn vị hành chính cấp xã, gồm 16 xã và 01 thị trấn.

- Huyện Yên Thành

1. Thành lập thị trấn Hoa Thành trên cơ sở nhập toàn bộ xã Hoa Thành và thị trấn Yên Thành.
2. Thành lập xã Vân Tụ trên cơ sở nhập toàn bộ xã Khánh Thành và xã Công Thành.
3. Thành lập xã Đông Thành trên cơ sở nhập toàn bộ xã Hợp Thành và xã Nhân Thành.
4. Nhập toàn bộ xã Đại Thành vào xã Minh Thành.
5. Nhập toàn bộ xã Lý Thành vào xã Liên Thành.
6. Nhập toàn bộ xã Hồng Thành vào xã Phú Thành.
7. Nhập toàn bộ xã Hùng Thành vào xã Hậu Thành.
8. Sau khi sắp xếp, huyện Yên Thành có 32 đơn vị hành chính cấp xã, gồm 31 xã và 01 thị trấn.

- Huyện Anh Sơn

1. Thành lập thị trấn Kim Nhan trên cơ sở nhập toàn bộ xã Thạch Sơn và thị trấn Anh Sơn.
2. Thành lập xã Tam Đỉnh trên cơ sở nhập toàn bộ xã Tam Sơn và xã Đỉnh Sơn.
3. Sau khi sắp xếp, huyện Anh Sơn có 19 đơn vị hành chính cấp xã, gồm 18 xã và 01 thị trấn.
4. Tỉnh Nghệ An có 20 đơn vị hành chính cấp huyện, gồm 17 huyện, 02 thị xã và 01 thành phố; 412 đơn vị hành chính cấp xã, gồm 362 xã, 33 phường và 17 thị trấn.

| Đơn vị hành chính của tỉnh Nghệ An (tính đến ngày 16 tháng 6 năm 2025) | Đơn vị hành chính của tỉnh Nghệ An (tính đến ngày 16 tháng 6 năm 2025)  | Đơn vị hành chính của tỉnh Nghệ An (tính đến ngày 16 tháng 6 năm 2025) |
| Số thứ tự                                                              | Đơn vị hành chính cấp huyện                                             | Đơn vị hành chính cấp xã |
| ---------------------------------------------------------------------- | ----------------------------------------------------------------------- | --- |
| 1                                                                      | Thành phố Vinh                                                          | 24 phường: Bến Thủy, Cửa Nam, Đông Vĩnh, Hà Huy Tập, Hưng Bình, Hưng Dũng, Hưng Đông, Hưng Lộc, Hưng Phúc, Lê Lợi, Nghi Đức, Nghi Hải, Nghi Hòa, Nghi Hương, Nghi Phú, Nghi Tân, Nghi Thu, Nghi Thủy, Quang Trung, Quán Bàu, Thu Thủy, Trung Đô, Trường Thi, Vinh Tân và 9 xã: Hưng Chính, Hưng Hòa, Nghi Ân, Nghi Kim, Nghi Liên, Nghi Phong, Nghi Thái, Nghi Xuân, Phúc Thọ                           |
| 2                                                                      | Thị xã Hoàng Mai                                                        | 5 phường: Mai Hùng, Quỳnh Dị, Quỳnh Phương, Quỳnh Thiện, Quỳnh Xuân và 5 xã: Quỳnh Lập, Quỳnh Liên, Quỳnh Lộc, Quỳnh Trang, Quỳnh Vinh |
| 3                                                                      | Thị xã Thái Hòa                                                         | 4 phường: Hòa Hiếu, Long Sơn, Quang Phong, Quang Tiến và 5 xã: Đông Hiếu, Nghĩa Mỹ, Nghĩa Thuận, Nghĩa Tiến, Tây Hiếu |
| 4                                                                      | Huyện Anh Sơn                                                           | Thị trấn Kim Nhan và 18 xã: Bình Sơn, Cao Sơn, Cẩm Sơn, Đức Sơn, Hoa Sơn, Hội Sơn, Hùng Sơn, Khai Sơn, Lạng Sơn, Lĩnh Sơn, Long Sơn, Phúc Sơn, Tam Đỉnh, Tào Sơn, Thành Sơn, Thọ Sơn, Tường Sơn, Vĩnh Sơn |
| 5                                                                      | Huyện Con Cuông                                                         | Thị trấn Trà Lân và 11 xã: Bình Chuẩn, Cam Lâm, Châu Khê, Chi Khê, Đôn Phục, Lạng Khê, Lục Dạ, Mậu Đức, Môn Sơn, Thạch Ngàn, Yên Khê |
| 6                                                                      | Huyện Diễn Châu                                                         | Thị trấn Diễn Thành và 31 xã: Diễn An, Diễn Cát, Diễn Đoài, Diễn Đồng, Diễn Hoa, Diễn Hoàng, Diễn Hồng, Diễn Kim, Diễn Kỷ, Diễn Lâm, Diễn Liên, Diễn Lộc, Diễn Lợi, Diễn Mỹ, Diễn Nguyên, Diễn Phong, Diễn Phú, Diễn Phúc, Diễn Tân, Diễn Thái, Diễn Thịnh, Diễn Thọ, Diễn Trường, Diễn Trung, Diễn Vạn, Diễn Yên, Hạnh Quảng, Hùng Hải, Minh Châu, Ngọc Bích, Xuân Tháp                                |
| 7                                                                      | Huyện Đô Lương                                                          | Thị trấn Đô Lương và 31 xã: Bài Sơn, Bạch Ngọc, Bắc Sơn, Bồi Sơn, Đà Sơn, Đại Sơn, Đặng Sơn, Đông Sơn, Giang Sơn Đông, Giang Sơn Tây, Hiến Sơn, Hòa Sơn, Hồng Sơn, Lạc Sơn, Lưu Sơn, Minh Sơn, Mỹ Sơn, Nam Sơn, Nhân Sơn, Quang Sơn, Tân Sơn, Thái Sơn, Thịnh Sơn, Thuận Sơn, Thượng Sơn, Tràng Sơn, Trù Sơn, Trung Sơn, Văn Sơn, Xuân Sơn, Yên Sơn                                                     |
| 8                                                                      | Huyện Hưng Nguyên                                                       | Thị trấn Hưng Nguyên và 14 xã: Châu Nhân, Hưng Đạo, Hưng Lĩnh, Hưng Nghĩa, Hưng Tây, Hưng Thành, Hưng Trung, Hưng Yên Bắc, Hưng Yên Nam, Long Xá, Phúc Lợi, Thịnh Mỹ, Thông Tân, Xuân Lam |
| 9                                                                      | Huyện Kỳ Sơn                                                            | Thị trấn Mường Xén và 20 xã: Bảo Nam, Bảo Thắng, Bắc Lý, Chiêu Lưu, Đoọc Mạy, Huồi Tụ, Hữu Kiệm, Hữu Lập, Keng Đu, Mường Ải, Mường Lống, Mường Típ, Mỹ Lý, Na Loi, Na Ngoi, Nậm Càn, Nậm Cắn, Phà Đánh, Tà Cạ, Tây Sơn |
| 10                                                                     | Huyện Nam Đàn                                                           | Thị trấn Nam Đàn và 16 xã: Hùng Tiến, Khánh Sơn, Kim Liên, Nam Anh, Nam Cát, Nam Giang, Nam Hưng, Nam Kim, Nam Lĩnh, Nam Thanh, Nam Xuân, Nghĩa Thái, Thượng Tân Lộc, Trung Phúc Cường, Xuân Hòa, Xuân Hồng |
| 11                                                                     | Huyện Nghi Lộc                                                          | Thị trấn Quán Hành và 22 xã: Diên Hoa, Khánh Hợp, Nghi Công Bắc, Nghi Công Nam, Nghi Đồng, Nghi Hưng, Nghi Kiều, Nghi Lâm, Nghi Long, Nghi Mỹ, Nghi Phương, Nghi Quang, Nghi Thạch, Nghi Thiết, Nghi Thuận, Nghi Tiến, Nghi Trung, Nghi Vạn, Nghi Văn, Nghi Xá, Nghi Yên, Thịnh Trường |
| 12                                                                     | Huyện Nghĩa Đàn                                                         | Thị trấn Nghĩa Đàn và 19 xã: Nghĩa An, Nghĩa Bình, Nghĩa Đức, Nghĩa Hồng, Nghĩa Hội, Nghĩa Hưng, Nghĩa Khánh, Nghĩa Lạc, Nghĩa Lâm, Nghĩa Long, Nghĩa Lộc, Nghĩa Lợi, Nghĩa Mai, Nghĩa Minh, Nghĩa Sơn, Nghĩa Thành, Nghĩa Thọ, Nghĩa Trung, Nghĩa Yên |
| 13                                                                     | Huyện Quế Phong                                                         | Thị trấn Kim Sơn và 12 xã: Cắm Muộn, Châu Kim, Châu Thôn, Đồng Văn, Hạnh Dịch, Mường Nọc, Nậm Giải, Nậm Nhoóng, Quang Phong, Thông Thụ, Tiền Phong, Tri Lễ |
| 14                                                                     | Huyện Quỳ Châu                                                          | Thị trấn Tân Lạc và 11 xã: Châu Bính, Châu Bình, Châu Hạnh, Châu Hoàn, Châu Hội, Châu Nga, Châu Phong, Châu Thắng, Châu Thuận, Châu Tiến, Diên Lãm |
| 15                                                                     | Huyện Quỳ Hợp                                                           | Thị trấn Quỳ Hợp và 20 xã: Bắc Sơn, Châu Cường, Châu Đình, Châu Hồng, Châu Lộc, Châu Lý, Châu Quang, Châu Thái, Châu Thành, Châu Tiến, Đồng Hợp, Hạ Sơn, Liên Hợp, Minh Hợp, Nam Sơn, Nghĩa Xuân, Tam Hợp, Thọ Hợp, Văn Lợi, Yên Hợp |
| 16                                                                     | Huyện Quỳnh Lưu                                                         | Thị trấn Cầu Giát và 24 xã: An Hòa, Bình Sơn, Minh Lương, Ngọc Sơn, Phú Nghĩa, Quỳnh Bảng, Quỳnh Châu, Quỳnh Diễn, Quỳnh Đôi, Quỳnh Giang, Quỳnh Hậu, Quỳnh Lâm, Quỳnh Sơn, Quỳnh Tam, Quỳnh Tân, Quỳnh Thạch, Quỳnh Thanh, Quỳnh Thắng, Quỳnh Văn, Quỳnh Yên, Tân Sơn, Tân Thắng, Thuận Long, Văn Hải                                                                                                  |
| 17                                                                     | Huyện Tân Kỳ                                                            | Thị trấn Tân Kỳ và 19 xã: Bình Hợp, Đồng Văn, Giai Xuân, Hoàn Long, Hương Sơn, Kỳ Sơn, Kỳ Tân, Nghĩa Dũng, Nghĩa Đồng, Nghĩa Hành, Nghĩa Phúc, Nghĩa Thái, Phú Sơn, Tân An, Tân Hợp, Tân Hương, Tân Phú, Tân Xuân, Tiên Kỳ |
| 18                                                                     | Huyện Thanh Chương                                                      | Thị trấn Dùng và 28 xã: Cát Văn, Đại Đồng, Đồng Văn, Hạnh Lâm, Kim Bảng, Mai Giang, Minh Sơn, Minh Tiến, Ngọc Lâm, Ngọc Sơn, Phong Thịnh, Thanh An, Thanh Đức, Thanh Hà, Thanh Hương, Thanh Lâm, Thanh Liên, Thanh Mỹ, Thanh Ngọc, Thanh Phong, Thanh Quả, Thanh Sơn, Thanh Thịnh, Thanh Thủy, Thanh Tiên, Thanh Tùng, Thanh Xuân, Xuân Dương                                                           |
| 19                                                                     | Huyện Tương Dương                                                       | Thị trấn Thạch Giám và 16 xã: Hữu Khuông, Lượng Minh, Lưu Kiền, Mai Sơn, Nga My, Nhôn Mai, Tam Đình, Tam Hợp, Tam Quang, Tam Thái, Xá Lượng, Xiêng My, Yên Hòa, Yên Na, Yên Thắng, Yên Tĩnh |
| 20                                                                     | Huyện Yên Thành                                                         | Thị trấn Hoa Thành và 31 xã: Bảo Thành, Bắc Thành, Đô Thành, Đông Thành, Đồng Thành, Đức Thành, Hậu Thành, Hoa Thành, Kim Thành, Lăng Thành, Liên Thành, Long Thành, Mã Thành, Minh Thành, Mỹ Thành, Nam Thành, Phú Thành, Phúc Thành, Quang Thành, Sơn Thành, Tăng Thành, Tân Thành, Tây Thành, Thịnh Thành, Thọ Thành, Tiến Thành, Trung Thành, Văn Thành, Vân Tụ, Viên Thành, Vĩnh Thành, Xuân Thành |
| Tổng cộng                                                              | 20 đơn vị hành chính cấp huyện, gồm 17 huyện, 02 thị xã và 01 thành phố | 412 đơn vị hành chính cấp xã, gồm 362 xã, 33 phường và 17 thị trấn |

## Giai đoạn 2025 - nay

### Năm 2025: Nghị quyết số 203/2025/QH15
- Ngày 16 tháng 6 năm 2025, Quốc hội ban hành Nghị quyết số 203/2025/QH15[61] về việc sửa đổi, bổ sung một số điều của Hiến pháp nước Cộng hòa Xã hội chủ nghĩa Việt Nam. Theo đó, kết thúc hoạt động của các đơn vị hành chính cấp huyện trong cả nước từ ngày 01 tháng 7 năm 2025.

### Năm 2025: Nghị quyết số 1678/NQ-UBTVQH15
- Nghị quyết số 1678/NQ-UBTVQH15[62] ngày 16 tháng 6 năm 2025 của Ủy ban Thường vụ Quốc hội về việc sắp xếp các đơn vị hành chính cấp xã của tỉnh Nghệ An năm 2025:
- Tỉnh Nghệ An

1. Sắp xếp toàn bộ diện tích tự nhiên, quy mô dân số của thị trấn Kim Nhan, xã Đức Sơn và xã Phúc Sơn thành xã mới có tên gọi là xã Anh Sơn.
2. Sắp xếp toàn bộ diện tích tự nhiên, quy mô dân số của các xã Cao Sơn, Khai Sơn, Lĩnh Sơn và Long Sơn thành xã mới có tên gọi là xã Yên Xuân.
3. Sắp xếp toàn bộ diện tích tự nhiên, quy mô dân số của các xã Cẩm Sơn, Hùng Sơn và xã Tam Đỉnh thành xã mới có tên gọi là xã Nhân Hòa.
4. Sắp xếp toàn bộ diện tích tự nhiên, quy mô dân số của các xã Lạng Sơn, Tào Sơn và Vĩnh Sơn thành xã mới có tên gọi là xã Anh Sơn Đông.
5. Sắp xếp toàn bộ diện tích tự nhiên, quy mô dân số của các xã Hoa Sơn, Hội Sơn và Tường Sơn thành xã mới có tên gọi là xã Vĩnh Tường.
6. Sắp xếp toàn bộ diện tích tự nhiên, quy mô dân số của các xã Bình Sơn (huyện Anh Sơn), Thành Sơn và Thọ Sơn thành xã mới có tên gọi là xã Thành Bình Thọ.
7. Sắp xếp toàn bộ diện tích tự nhiên, quy mô dân số của thị trấn Trà Lân, xã Chi Khê và xã Yên Khê thành xã mới có tên gọi là xã Con Cuông.
8. Sắp xếp toàn bộ diện tích tự nhiên, quy mô dân số của xã Lục Dạ và xã Môn Sơn thành xã mới có tên gọi là xã Môn Sơn.
9. Sắp xếp toàn bộ diện tích tự nhiên, quy mô dân số của xã Mậu Đức và xã Thạch Ngàn thành xã mới có tên gọi là xã Mậu Thạch.
10. Sắp xếp toàn bộ diện tích tự nhiên, quy mô dân số của xã Cam Lâm và xã Đôn Phục thành xã mới có tên gọi là xã Cam Phục.
11. Sắp xếp toàn bộ diện tích tự nhiên, quy mô dân số của xã Lạng Khê và xã Châu Khê thành xã mới có tên gọi là xã Châu Khê.
12. Sắp xếp toàn bộ diện tích tự nhiên, quy mô dân số của thị trấn Diễn Thành và các xã Diễn Hoa, Diễn Phúc, Ngọc Bích thành xã mới có tên gọi là xã Diễn Châu.
13. Sắp xếp toàn bộ diện tích tự nhiên, quy mô dân số của các xã Diễn Hồng, Diễn Kỷ, Diễn Phong và Diễn Vạn thành xã mới có tên gọi là xã Đức Châu.
14. Sắp xếp toàn bộ diện tích tự nhiên, quy mô dân số của các xã Diễn Đồng, Diễn Liên, Diễn Thái và Xuân Tháp thành xã mới có tên gọi là xã Quảng Châu.
15. Sắp xếp toàn bộ diện tích tự nhiên, quy mô dân số của các xã Diễn Hoàng, Diễn Kim, Diễn Mỹ và Hùng Hải thành xã mới có tên gọi là xã Hải Châu.
16. Sắp xếp toàn bộ diện tích tự nhiên, quy mô dân số của các xã Diễn Lộc, Diễn Lợi, Diễn Phú và Diễn Thọ thành xã mới có tên gọi là xã Tân Châu.
17. Sắp xếp toàn bộ diện tích tự nhiên, quy mô dân số của các xã Diễn An, Diễn Tân, Diễn Thịnh và Diễn Trung thành xã mới có tên gọi là xã An Châu.
18. Sắp xếp toàn bộ diện tích tự nhiên, quy mô dân số của các xã Diễn Cát, Diễn Nguyên, Hạnh Quảng và Minh Châu thành xã mới có tên gọi là xã Minh Châu.
19. Sắp xếp toàn bộ diện tích tự nhiên, quy mô dân số của các xã Diễn Đoài, Diễn Lâm, Diễn Trường và Diễn Yên thành xã mới có tên gọi là xã Hùng Châu.
20. Sắp xếp toàn bộ diện tích tự nhiên, quy mô dân số của xã Bắc Sơn và xã Nam Sơn (huyện Đô Lương), các xã Đà Sơn, Đặng Sơn, Lưu Sơn, Thịnh Sơn, Văn Sơn, Yên Sơn, thị trấn Đô Lương thành xã mới có tên gọi là xã Đô Lương.
21. Sắp xếp toàn bộ diện tích tự nhiên, quy mô dân số của các xã Bồi Sơn, Giang Sơn Đông, Giang Sơn Tây và Bạch Ngọc thành xã mới có tên gọi là xã Bạch Ngọc.
22. Sắp xếp toàn bộ diện tích tự nhiên, quy mô dân số của các xã Tân Sơn (huyện Đô Lương), Hòa Sơn, Quang Sơn, Thái Sơn và Thượng Sơn thành xã mới có tên gọi là xã Văn Hiến.
23. Sắp xếp toàn bộ diện tích tự nhiên, quy mô dân số của các xã Đại Sơn, Hiến Sơn, Mỹ Sơn và Trù Sơn thành xã mới có tên gọi là xã Bạch Hà.
24. Sắp xếp toàn bộ diện tích tự nhiên, quy mô dân số của các xã Minh Sơn (huyện Đô Lương), Lạc Sơn, Nhân Sơn, Thuận Sơn, Trung Sơn và Xuân Sơn thành xã mới có tên gọi là xã Thuần Trung.
25. Sắp xếp toàn bộ diện tích tự nhiên, quy mô dân số của các xã Bài Sơn, Đông Sơn, Hồng Sơn và Tràng Sơn thành xã mới có tên gọi là xã Lương Sơn.
26. Sắp xếp toàn bộ diện tích tự nhiên, quy mô dân số của thị trấn Hưng Nguyên và các xã Hưng Đạo, Hưng Tây, Thịnh Mỹ thành xã mới có tên gọi là xã Hưng Nguyên.
27. Sắp xếp toàn bộ diện tích tự nhiên, quy mô dân số của các xã Hưng Yên Bắc, Hưng Yên Nam và Hưng Trung thành xã mới có tên gọi là xã Yên Trung.
28. Sắp xếp toàn bộ diện tích tự nhiên, quy mô dân số của các xã Hưng Lĩnh, Long Xá, Thông Tân và Xuân Lam thành xã mới có tên gọi là xã Hưng Nguyên Nam.
29. Sắp xếp toàn bộ diện tích tự nhiên, quy mô dân số của các xã Châu Nhân, Hưng Nghĩa, Hưng Thành và Phúc Lợi thành xã mới có tên gọi là xã Lam Thành.
30. Sắp xếp toàn bộ diện tích tự nhiên, quy mô dân số của xã Bảo Thắng và xã Chiêu Lưu thành xã mới có tên gọi là xã Chiêu Lưu.
31. Sắp xếp toàn bộ diện tích tự nhiên, quy mô dân số của các xã Bảo Nam, Hữu Lập và Hữu Kiệm thành xã mới có tên gọi là xã Hữu Kiệm.
32. Sắp xếp toàn bộ diện tích tự nhiên, quy mô dân số của xã Mường Ải và xã Mường Típ thành xã mới có tên gọi là xã Mường Típ.
33. Sắp xếp toàn bộ diện tích tự nhiên, quy mô dân số của thị trấn Mường Xén, xã Tà Cạ và xã Tây Sơn thành xã mới có tên gọi là xã Mường Xén.
34. Sắp xếp toàn bộ diện tích tự nhiên, quy mô dân số của xã Đoọc Mạy và xã Na Loi thành xã mới có tên gọi là xã Na Loi.
35. Sắp xếp toàn bộ diện tích tự nhiên, quy mô dân số của xã Nậm Càn và xã Na Ngoi thành xã mới có tên gọi là xã Na Ngoi.
36. Sắp xếp toàn bộ diện tích tự nhiên, quy mô dân số của xã Phà Đánh và xã Nậm Cắn thành xã mới có tên gọi là xã Nậm Cắn.
37. Sắp xếp toàn bộ diện tích tự nhiên, quy mô dân số của các xã Hùng Tiến, Nam Cát, Nam Giang, Xuân Hồng và Kim Liên thành xã mới có tên gọi là xã Kim Liên.
38. Sắp xếp toàn bộ diện tích tự nhiên, quy mô dân số của thị trấn Nam Đàn, xã Thượng Tân Lộc và xã Xuân Hòa thành xã mới có tên gọi là xã Vạn An.
39. Sắp xếp toàn bộ diện tích tự nhiên, quy mô dân số của các xã Nghĩa Thái (huyện Nam Đàn), Nam Hưng và Nam Thanh thành xã mới có tên gọi là xã Nam Đàn.
40. Sắp xếp toàn bộ diện tích tự nhiên, quy mô dân số của các xã Nam Anh, Nam Lĩnh và Nam Xuân thành xã mới có tên gọi là xã Đại Huệ.
41. Sắp xếp toàn bộ diện tích tự nhiên, quy mô dân số của các xã Khánh Sơn, Nam Kim và Trung Phúc Cường thành xã mới có tên gọi là xã Thiên Nhẫn.
42. Sắp xếp toàn bộ diện tích tự nhiên, quy mô dân số của thị trấn Nghĩa Đàn, xã Nghĩa Bình và xã Nghĩa Trung thành xã mới có tên gọi là xã Nghĩa Đàn.
43. Sắp xếp toàn bộ diện tích tự nhiên, quy mô dân số của các xã Nghĩa Hội, Nghĩa Lợi và Nghĩa Thọ thành xã mới có tên gọi là xã Nghĩa Thọ.
44. Sắp xếp toàn bộ diện tích tự nhiên, quy mô dân số của các xã Nghĩa Lạc, Nghĩa Sơn, Nghĩa Yên và Nghĩa Lâm thành xã mới có tên gọi là xã Nghĩa Lâm.
45. Sắp xếp toàn bộ diện tích tự nhiên, quy mô dân số của các xã Nghĩa Hồng, Nghĩa Minh và Nghĩa Mai thành xã mới có tên gọi là xã Nghĩa Mai.
46. Sắp xếp toàn bộ diện tích tự nhiên, quy mô dân số của xã Nghĩa Thành và xã Nghĩa Hưng thành xã mới có tên gọi là xã Nghĩa Hưng.
47. Sắp xếp toàn bộ diện tích tự nhiên, quy mô dân số của các xã Nghĩa An, Nghĩa Đức và Nghĩa Khánh thành xã mới có tên gọi là xã Nghĩa Khánh.
48. Sắp xếp toàn bộ diện tích tự nhiên, quy mô dân số của xã Nghĩa Long và xã Nghĩa Lộc thành xã mới có tên gọi là xã Nghĩa Lộc.
49. Sắp xếp toàn bộ diện tích tự nhiên, quy mô dân số của thị trấn Quán Hành và các xã Diên Hoa, Nghi Trung, Nghi Vạn thành xã mới có tên gọi là xã Nghi Lộc.
50. Sắp xếp toàn bộ diện tích tự nhiên, quy mô dân số của các xã Nghi Công Bắc, Nghi Công Nam, Nghi Lâm và Nghi Mỹ thành xã mới có tên gọi là xã Phúc Lộc.
51. Sắp xếp toàn bộ diện tích tự nhiên, quy mô dân số của các xã Khánh Hợp, Nghi Thạch và Thịnh Trường thành xã mới có tên gọi là xã Đông Lộc.
52. Sắp xếp toàn bộ diện tích tự nhiên, quy mô dân số của các xã Nghi Long, Nghi Quang, Nghi Thuận và Nghi Xá thành xã mới có tên gọi là xã Trung Lộc.
53. Sắp xếp toàn bộ diện tích tự nhiên, quy mô dân số của các xã Nghi Đồng, Nghi Hưng và Nghi Phương thành xã mới có tên gọi là xã Thần Lĩnh.
54. Sắp xếp toàn bộ diện tích tự nhiên, quy mô dân số của các xã Nghi Thiết, Nghi Tiến và Nghi Yên thành xã mới có tên gọi là xã Hải Lộc.
55. Sắp xếp toàn bộ diện tích tự nhiên, quy mô dân số của xã Nghi Kiều và xã Nghi Văn thành xã mới có tên gọi là xã Văn Kiều.
56. Sắp xếp toàn bộ diện tích tự nhiên, quy mô dân số của các xã Cắm Muộn, Châu Thôn và Quang Phong thành xã mới có tên gọi là xã Mường Quàng.
57. Sắp xếp toàn bộ diện tích tự nhiên, quy mô dân số của thị trấn Kim Sơn và các xã Châu Kim, Mường Nọc, Nậm Giải thành xã mới có tên gọi là xã Quế Phong.
58. Sắp xếp toàn bộ diện tích tự nhiên, quy mô dân số của xã Đồng Văn (huyện Quế Phong) và xã Thông Thụ thành xã mới có tên gọi là xã Thông Thụ.
59. Sắp xếp toàn bộ diện tích tự nhiên, quy mô dân số của xã Hạnh Dịch và xã Tiền Phong thành xã mới có tên gọi là xã Tiền Phong.
60. Sắp xếp toàn bộ diện tích tự nhiên, quy mô dân số của xã Nậm Nhoóng và xã Tri Lễ thành xã mới có tên gọi là xã Tri Lễ.
61. Sắp xếp toàn bộ diện tích tự nhiên, quy mô dân số của thị trấn Tân Lạc và các xã Châu Hạnh, Châu Hội, Châu Nga thành xã mới có tên gọi là xã Quỳ Châu.
62. Sắp xếp toàn bộ diện tích tự nhiên, quy mô dân số của các xã Châu Tiến (huyện Quỳ Châu), Châu Bính, Châu Thắng và Châu Thuận thành xã mới có tên gọi là xã Châu Tiến.
63. Sắp xếp toàn bộ diện tích tự nhiên, quy mô dân số của các xã Châu Hoàn, Châu Phong và Diên Lãm thành xã mới có tên gọi là xã Hùng Chân.
64. Sắp xếp toàn bộ diện tích tự nhiên, quy mô dân số của thị trấn Quỳ Hợp và các xã Châu Đình, Châu Quang, Thọ Hợp thành xã mới có tên gọi là xã Quỳ Hợp.
65. Sắp xếp toàn bộ diện tích tự nhiên, quy mô dân số của các xã Tam Hợp (huyện Quỳ Hợp), Đồng Hợp, Nghĩa Xuân và Yên Hợp thành xã mới có tên gọi là xã Tam Hợp.
66. Sắp xếp toàn bộ diện tích tự nhiên, quy mô dân số của xã Liên Hợp và xã Châu Lộc thành xã mới có tên gọi là xã Châu Lộc.
67. Sắp xếp toàn bộ diện tích tự nhiên, quy mô dân số của các xã Châu Tiến (huyện Quỳ Hợp), Châu Thành và Châu Hồng thành xã mới có tên gọi là xã Châu Hồng.
68. Sắp xếp toàn bộ diện tích tự nhiên, quy mô dân số của xã Châu Cường và xã Châu Thái thành xã mới có tên gọi là xã Mường Ham.
69. Sắp xếp toàn bộ diện tích tự nhiên, quy mô dân số của xã Bắc Sơn và xã Nam Sơn (huyện Quỳ Hợp), xã Châu Lý thành xã mới có tên gọi là xã Mường Chọng.
70. Sắp xếp toàn bộ diện tích tự nhiên, quy mô dân số của các xã Hạ Sơn, Văn Lợi và Minh Hợp thành xã mới có tên gọi là xã Minh Hợp.
71. Sắp xếp toàn bộ diện tích tự nhiên, quy mô dân số của thị trấn Cầu Giát và các xã Bình Sơn (huyện Quỳnh Lưu), Quỳnh Diễn, Quỳnh Giang, Quỳnh Hậu thành xã mới có tên gọi là xã Quỳnh Lưu.
72. Sắp xếp toàn bộ diện tích tự nhiên, quy mô dân số của các xã Quỳnh Tân, Quỳnh Thạch và Quỳnh Văn thành xã mới có tên gọi là xã Quỳnh Văn.
73. Sắp xếp toàn bộ diện tích tự nhiên, quy mô dân số của các xã Minh Lương, Quỳnh Bảng, Quỳnh Đôi, Quỳnh Thanh và Quỳnh Yên thành xã mới có tên gọi là xã Quỳnh Anh.
74. Sắp xếp toàn bộ diện tích tự nhiên, quy mô dân số của các xã Tân Sơn (huyện Quỳnh Lưu), Quỳnh Châu và Quỳnh Tam thành xã mới có tên gọi là xã Quỳnh Tam.
75. Sắp xếp toàn bộ diện tích tự nhiên, quy mô dân số của các xã An Hòa, Phú Nghĩa, Thuận Long và Văn Hải thành xã mới có tên gọi là xã Quỳnh Phú.
76. Sắp xếp toàn bộ diện tích tự nhiên, quy mô dân số của các xã Ngọc Sơn (huyện Quỳnh Lưu), Quỳnh Lâm và Quỳnh Sơn thành xã mới có tên gọi là xã Quỳnh Sơn.
77. Sắp xếp toàn bộ diện tích tự nhiên, quy mô dân số của xã Tân Thắng và xã Quỳnh Thắng thành xã mới có tên gọi là xã Quỳnh Thắng.
78. Sắp xếp toàn bộ diện tích tự nhiên, quy mô dân số của thị trấn Tân Kỳ và các xã Nghĩa Dũng, Kỳ Tân, Kỳ Sơn thành xã mới có tên gọi là xã Tân Kỳ.
79. Sắp xếp toàn bộ diện tích tự nhiên, quy mô dân số của các xã Nghĩa Thái (huyện Tân Kỳ), Hoàn Long, Tân Xuân và Tân Phú thành xã mới có tên gọi là xã Tân Phú.
80. Sắp xếp toàn bộ diện tích tự nhiên, quy mô dân số của các xã Hương Sơn, Nghĩa Phúc và Tân An thành xã mới có tên gọi là xã Tân An.
81. Sắp xếp toàn bộ diện tích tự nhiên, quy mô dân số của xã Bình Hợp và xã Nghĩa Đồng thành xã mới có tên gọi là xã Nghĩa Đồng.
82. Sắp xếp toàn bộ diện tích tự nhiên, quy mô dân số của xã Tân Hợp và xã Giai Xuân thành xã mới có tên gọi là xã Giai Xuân.
83. Sắp xếp toàn bộ diện tích tự nhiên, quy mô dân số của các xã Phú Sơn, Tân Hương và Nghĩa Hành thành xã mới có tên gọi là xã Nghĩa Hành.
84. Sắp xếp toàn bộ diện tích tự nhiên, quy mô dân số của xã Đồng Văn (huyện Tân Kỳ) và xã Tiên Kỳ thành xã mới có tên gọi là xã Tiên Đồng.
85. Sắp xếp toàn bộ diện tích tự nhiên, quy mô dân số của các xã Nghĩa Mỹ, Nghĩa Thuận và Đông Hiếu thành xã mới có tên gọi là xã Đông Hiếu.
86. Sắp xếp toàn bộ diện tích tự nhiên, quy mô dân số của các xã Mai Giang, Thanh Lâm, Thanh Tùng và Thanh Xuân thành xã mới có tên gọi là xã Bích Hào.
87. Sắp xếp toàn bộ diện tích tự nhiên, quy mô dân số của các xã Minh Sơn (huyện Thanh Chương), Cát Văn và Phong Thịnh thành xã mới có tên gọi là xã Cát Ngạn.
88. Sắp xếp toàn bộ diện tích tự nhiên, quy mô dân số của thị trấn Dùng và các xã Đồng Văn (huyện Thanh Chương), Thanh Ngọc, Thanh Phong, Đại Đồng thành xã mới có tên gọi là xã Đại Đồng.
89. Sắp xếp toàn bộ diện tích tự nhiên, quy mô dân số của xã Thanh Đức và xã Hạnh Lâm thành xã mới có tên gọi là xã Hạnh Lâm.
90. Sắp xếp toàn bộ diện tích tự nhiên, quy mô dân số của các xã Thanh An, Thanh Hương, Thanh Quả và Thanh Thịnh thành xã mới có tên gọi là xã Hoa Quân.
91. Sắp xếp toàn bộ diện tích tự nhiên, quy mô dân số của các xã Thanh Hà, Thanh Thủy và Kim Bảng thành xã mới có tên gọi là xã Kim Bảng.
92. Sắp xếp toàn bộ diện tích tự nhiên, quy mô dân số của xã Ngọc Lâm và xã Thanh Sơn thành xã mới có tên gọi là xã Sơn Lâm.
93. Sắp xếp toàn bộ diện tích tự nhiên, quy mô dân số của các xã Thanh Liên, Thanh Mỹ và Thanh Tiên thành xã mới có tên gọi là xã Tam Đồng.
94. Sắp xếp toàn bộ diện tích tự nhiên, quy mô dân số của các xã Ngọc Sơn (huyện Thanh Chương), Minh Tiến và Xuân Dương thành xã mới có tên gọi là xã Xuân Lâm.
95. Sắp xếp toàn bộ diện tích tự nhiên, quy mô dân số của xã Xiêng My và xã Nga My thành xã mới có tên gọi là xã Nga My.
96. Sắp xếp toàn bộ diện tích tự nhiên, quy mô dân số của xã Mai Sơn và xã Nhôn Mai thành xã mới có tên gọi là xã Nhôn Mai.
97. Sắp xếp toàn bộ diện tích tự nhiên, quy mô dân số của xã Tam Đình và xã Tam Quang thành xã mới có tên gọi là xã Tam Quang.
98. Sắp xếp toàn bộ diện tích tự nhiên, quy mô dân số của xã Tam Hợp (huyện Tương Dương) và xã Tam Thái thành xã mới có tên gọi là xã Tam Thái.
99. Sắp xếp toàn bộ diện tích tự nhiên, quy mô dân số của thị trấn Thạch Giám, xã Lưu Kiền và xã Xá Lượng thành xã mới có tên gọi là xã Tương Dương.
100. Sắp xếp toàn bộ diện tích tự nhiên, quy mô dân số của xã Yên Thắng và xã Yên Hòa thành xã mới có tên gọi là xã Yên Hòa.
101. Sắp xếp toàn bộ diện tích tự nhiên, quy mô dân số của xã Yên Tĩnh và xã Yên Na thành xã mới có tên gọi là xã Yên Na.
102. Sắp xếp toàn bộ diện tích tự nhiên, quy mô dân số của thị trấn Hoa Thành và các xã Đông Thành, Tăng Thành, Văn Thành thành xã mới có tên gọi là xã Yên Thành.
103. Sắp xếp toàn bộ diện tích tự nhiên, quy mô dân số của các xã Bắc Thành, Nam Thành, Trung Thành và Xuân Thành thành xã mới có tên gọi là xã Quan Thành.
104. Sắp xếp toàn bộ diện tích tự nhiên, quy mô dân số của các xã Bảo Thành, Long Thành, Sơn Thành, Viên Thành và Vĩnh Thành thành xã mới có tên gọi là xã Hợp Minh.
105. Sắp xếp toàn bộ diện tích tự nhiên, quy mô dân số của các xã Liên Thành, Mỹ Thành và Vân Tụ thành xã mới có tên gọi là xã Vân Tụ.
106. Sắp xếp toàn bộ diện tích tự nhiên, quy mô dân số của các xã Minh Thành, Tây Thành và Thịnh Thành thành xã mới có tên gọi là xã Vân Du.
107. Sắp xếp toàn bộ diện tích tự nhiên, quy mô dân số của các xã Đồng Thành, Kim Thành và Quang Thành thành xã mới có tên gọi là xã Quang Đồng.
108. Sắp xếp toàn bộ diện tích tự nhiên, quy mô dân số của các xã Hậu Thành, Lăng Thành và Phúc Thành thành xã mới có tên gọi là xã Giai Lạc.
109. Sắp xếp toàn bộ diện tích tự nhiên, quy mô dân số của các xã Đức Thành, Mã Thành, Tân Thành và Tiến Thành thành xã mới có tên gọi là xã Bình Minh.
110. Sắp xếp toàn bộ diện tích tự nhiên, quy mô dân số của các xã Đô Thành, Phú Thành và Thọ Thành thành xã mới có tên gọi là xã Đông Thành.
111. Sắp xếp toàn bộ diện tích tự nhiên, quy mô dân số của phường Quỳnh Thiện, xã Quỳnh Trang và xã Quỳnh Vinh thành phường mới có tên gọi là phường Hoàng Mai.
112. Sắp xếp toàn bộ diện tích tự nhiên, quy mô dân số của các phường Mai Hùng, Quỳnh Phương, Quỳnh Xuân và xã Quỳnh Liên thành phường mới có tên gọi là phường Quỳnh Mai.
113. Sắp xếp toàn bộ diện tích tự nhiên, quy mô dân số của phường Quỳnh Dị, xã Quỳnh Lập và xã Quỳnh Lộc thành phường mới có tên gọi là phường Tân Mai.
114. Sắp xếp toàn bộ diện tích tự nhiên, quy mô dân số của các phường Hòa Hiếu, Long Sơn và Quang Phong thành phường mới có tên gọi là phường Thái Hòa.
115. Sắp xếp toàn bộ diện tích tự nhiên, quy mô dân số của phường Quang Tiến, xã Nghĩa Tiến và xã Tây Hiếu thành phường mới có tên gọi là phường Tây Hiếu.
116. Sắp xếp toàn bộ diện tích tự nhiên, quy mô dân số của các phường Bến Thủy, Hưng Dũng, Hưng Phúc, Trung Đô, Trường Thi, Vinh Tân và xã Hưng Hòa thành phường mới có tên gọi là phường Trường Vinh.
117. Sắp xếp toàn bộ diện tích tự nhiên, quy mô dân số của các phường Cửa Nam, Đông Vĩnh, Hưng Bình, Lê Lợi, Quang Trung và xã Hưng Chính thành phường mới có tên gọi là phường Thành Vinh.
118. Sắp xếp toàn bộ diện tích tự nhiên, quy mô dân số của phường Hưng Đông, phường Quán Bàu, xã Nghi Kim và xã Nghi Liên thành phường mới có tên gọi là phường Vinh Hưng.
119. Sắp xếp toàn bộ diện tích tự nhiên, quy mô dân số của các phường Hà Huy Tập, Nghi Đức, Nghi Phú và xã Nghi Ân thành phường mới có tên gọi là phường Vinh Phú.
120. Sắp xếp toàn bộ diện tích tự nhiên, quy mô dân số của phường Hưng Lộc và các xã Nghi Phong, Nghi Thái, Nghi Xuân, Phúc Thọ thành phường mới có tên gọi là phường Vinh Lộc.
121. Sắp xếp toàn bộ diện tích tự nhiên, quy mô dân số của các phường Nghi Hải, Nghi Hòa, Nghi Hương, Nghi Tân, Nghi Thu, Nghi Thủy và Thu Thủy thành phường mới có tên gọi là phường Cửa Lò.
122. Sau khi sắp xếp, tỉnh Nghệ An có 130 đơn vị hành chính cấp xã, gồm 119 xã và 11 phường; trong đó có 110 xã, 11 phường hình thành sau sắp xếp và 09 xã không thực hiện sắp xếp là các xã Keng Đu, Mỹ Lý, Bắc Lý, Huồi Tụ, Mường Lống, Bình Chuẩn, Hữu Khuông, Lượng Minh, Châu Bình.